# Bătălia Olandei
Bătălia Olandei (în neerlandeză Slag om Nederland, tradus „bătălia pentru Țările de Jos”) a fost parte a Operațiunii „Galben” (în limba germană: Fall Gelb), invadarea de către armata Germania nazistă a Belgiei, Luxemburgului, Țărilor de Jos și Franței în timpul celui de-al Doilea Război Mondial. Bătălia a durat de la 10 mai până la 14 mai 1940, când grosul trupelor neerlandeze a capitulat. Unități izolate neerlandeze au continuat lupta de rezistență împotriva Wehrmachtului în Zeelanda până la 17 mai. Germania Nazistă a ocupat în întregime teritoriul neerlandez. 
Bătălia Olandei a fost unul dintre primele conflicte în timpul căreia s-au folosit parașutiștii pe scară largă pentru ocuparea unor puncte de importanță majoră, mai înainte ca infanteria să ajungă în zonă. Luftwaffe a folosit pe parașutiștii pentru cucerirea unor aeroporturi importante din Țările de Jos din orașe precum Rotterdam sau Haga. 
Capitularea Țărilor de Jos a survenit la scurt timp după devastatorul bombardament executat de Luftwaffe asupra orașului Rotterdam și după amenințarea că germanii vor distruge toate orașele neerlandeze dacă armata nu ar fi capitulat. Capitularea a fost văzută de neerlandezi ca unica șansă de a feri populația civilă de uriașe suferințe și țara de distrugerea totală.
Țările de Jos a rămas sub ocupație germană până în mai 1945, când a fost eliberată de aliați.

## Contextul general
Regatul Unit și Franța au declarat război Germaniei în 1939, după invadarea Poloniei de către aceasta din urmă. După începutul „oficial” al războiului, nu au avut loc operațiuni majore terestre în Europa Occidentală în timpul a ceea ce s-a numit „Războiul ciudat” (iarna 1939-1940). În acest răstimp, britanicii și francezii și-au întărit forțele în așteptarea unui război de durată, iar germanii au desăvârșit ocuparea Poloniei. Pe 9 octombrie, Adolf Hitler a dat ordine pentru conceperea unor planuri de invadarea a Țărilor de Jos, care urmau să devină o bază de acțiune împotriva Regatului Unit. Acest atac avea și rolul de dejucare unui atac-preventiv al aliaților occidentali asupra Ruhrului.

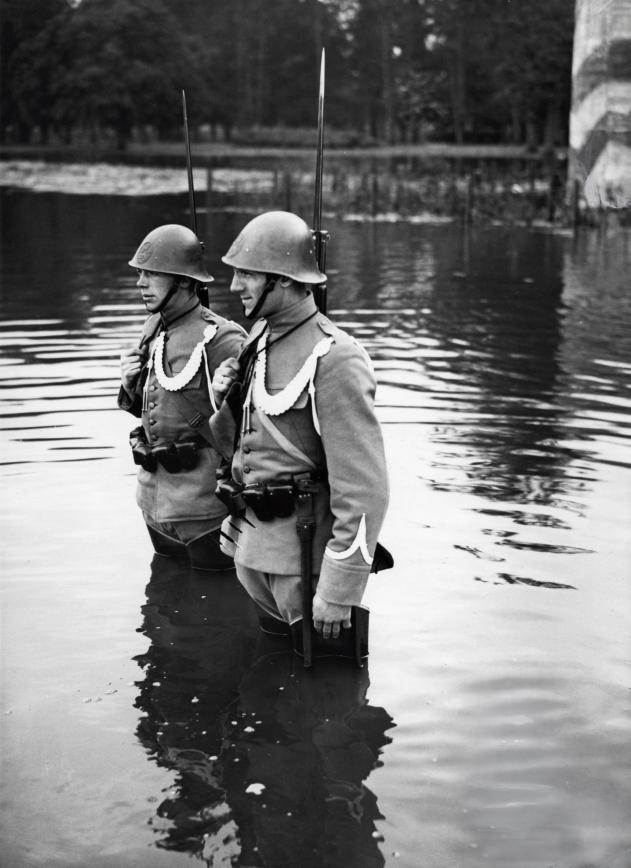
Soldați neerlandezi de gardă, noiembrie 1939

Neerlandezii nu erau bine pregătiți să reziste unui atac de amploare al germanilor. După ce Hitler a ajuns la putere, neerlandezii au reînceput să se înarmeze, dar într-un ritm mai scăzut decât francezii și belgienii. Bugetul destinat apărării a început să crească treptat doar cu anul fiscal 1936. Guvernele neerlandeze care s-au succedat la conducerea țării au evitat să identifice în mod oficial Germania ca principala amenințare la securitatea țării. Pe de-o parte, era vorba de dorința de păstrare a unor relații bune cu un partener comercial important, chiar și prin înăbușirea oricăror critici la adresa regimului nazist. Această atitudine rezervată față de un partener comercial important a fost justificată și de limitările bugetare pe care guvernele conservatoare neerlandeze de dreapta au trebuit să le facă față în lupta cu problemele crizei economice din deceniul al treilea. Premierul neerlandez Hendrikus Colijn (1933-1939) avea de altfel convingerea fermă că Germania nu avea să violeze neutralitatea Țărilor de Jos. Pe de altă parte, comandanții militari neerlandezi nu au făcut niciun efort să obțină sprijinul opiniei publice pentru creșterea cheltuielilor militare.

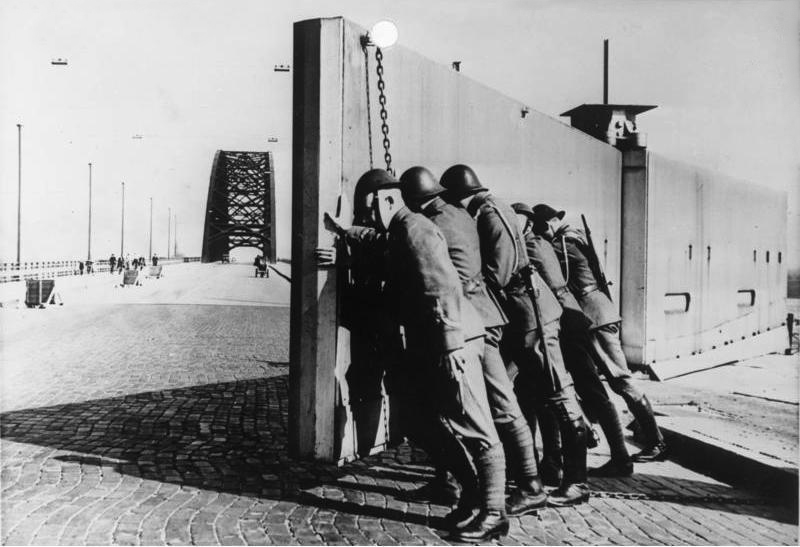
Soldați neerlandezi la bariera podului Nijmegen Waal în timpul crizei din Albania

Încordarea pe scena politică internațională a crescut treptat spre sfârșitul deceniului al patrulea. Starea de încordare a crescut datorită acțiunilor agresive germane: reocuparea Renaniei în 1936, Anschlussul și Criza Sudeților din 1938 și a Boemiei și Moraviei. La aceste evenimente s-a adăugat și invadarea Albaniei de către Italia în primăvara anului 1939. Aceste evenimente au forțat guvernul neerlandez să adopte o politică realistă, dar în continuare prudentă. Cea mai importantă măsură a fost mobilizarea parțială a aproximativ 100.000 de militari în aprilie 1939.
După atacul împotriva Poloniei din septembrie 1939 și intrarea în război a Franței și Angliei, Țările de Jos a sperat să își poată păstra statutul de neutralitate, tot așa cum făcuse în timpul primei conflagrații mondiale. Armata neerlandeză a fost mobilizată pe 24 august și și-a ocupat pozițiile defensive. Au fost cheltuite sume importante de bani (900.000 de guldeni) pentru nevoile armatei. A fost foarte dificil pentru neerlandezi să se aprovizioneze cu arme și muniții în condițiile în care războiul deja izbucnise. Neerlandezii comandaseră și plătiseră o parte a echipamentelor militare în Germania, care acum întârzia în mod deliberat livrarea lor. În plus, o mare parte a fondurilor s-au folosit pentru planurile de construire a trei cuirasate..
Poziția strategică a Țărilor de Jos între Germania și Franța, într-o regiune neacoperită de linii fortificate, făcea ca aceasta să fie o propice declanșării unei ofensive pentru oricare dintre părți. Pe 20 ianuarie 1940, Winston Churchill a propus Țarilor de Jos să se alăture aliaților occidentali și să nu aștepte un atac german, care părea inevitabil. Atât belgienii cât și neerlandezii au respins propunerea britanică. Belgienii au refuzat chiar în condițiile în planurile naziste de invazie au căzut în mâinile lor după prăbușirea unui avion german în ianuarie 1940 (Incidentul Mechelen).
Francezii au luat în considerație violarea neutralității Țărilor de Jos în cazul în care acestea nu s-ar fi alăturat cauzei aliaților mai înainte de marea ofensivă plănuită pentru vara anului 1941. Mai înainte, o asemenea acțiune fusese concepută în cazul în care Germania ar fi atacat Țările de Jos, iar aliații ar fi fost nevoiți să contraatace prin Belgia, sau dacă Țările de Jos ar fi permis trecerea trupelor germane prin sudul teritoriului în cadrul unui atac asupra Belgiei. Ambele posibilități au fost discutate ca parte a așa-numitei hypothèse Hollande.. Guvernul neerlandez nu a conceput nicio politică oficială de reacție în cele două cazuri. Majoritatea miniștrilor erau în favoarea unei rezistențe armate, iar o minoritate din care făcea parte și regina Wilhelmina refuza să accepte o alianță cu Germania indiferent de circumstanțe. Neerlandezii au încercat în mai multe ocazii să își asume rolul de intermediar unor eventuale tratative de pace dintre aliații occidentali și Germania.
După invadarea de către germani a Norvegiei și Danemarcei, urmată de avertismentul lansat de către atașatul naval nipon Tadashi Meada, conform căruia un atac german împotriva Țărilor de Jos era sigur, a devenit clar pentru responsabilii militari că nu mai era posibilă evitarea unui conflict. Neerlandezii au început pregătirile pentru război, atât pe plan material cât și pe cel al întăririi moralului. Trupele neerlandeze de frontieră au fost trecute în stare de alertă maximă. Rapoartele cu privire la acțiunile coloanei a cincea în Scandinavia a provocat o teamă generală legată de infiltrarea unor agenți germani sprijiniți de trădători locali. Au fost luate măsuri de apărare în cazul unor atacuri asupra aeroporturilor și porturilor. Pe 19 aprilie a fost declarată starea de urgență. În ciuda tuturor acestor stări de fapt, cea mai mare parte a populației civile mai spera încă în cruțare țării lor în cazul unui conflict zonal. După război, această atitudine a fost considerată o negare a realității. Neerlandezii sperau că politica de reținere de care dăduseră dovadă Antanta și Puterile Centrale în timpul primei conflagrații mondiale avea să se repete și în cazul unui nou conflict și au încercat să atragă cât mai puțin atenția marilor puteri și implicarea într-un război care considerau că urma să producă pierderi omenești comparabile cu cele din 1914-1918. Pe 10 aprilie, Anglia și Franța repetat cererea adresată Țărilor de Jos pentru alăturarea acestei din urmă la efortul de război aliat. Guvernul neerlandez a refuzat încă odată o asemenea cerere.

### Armata neerlandeză

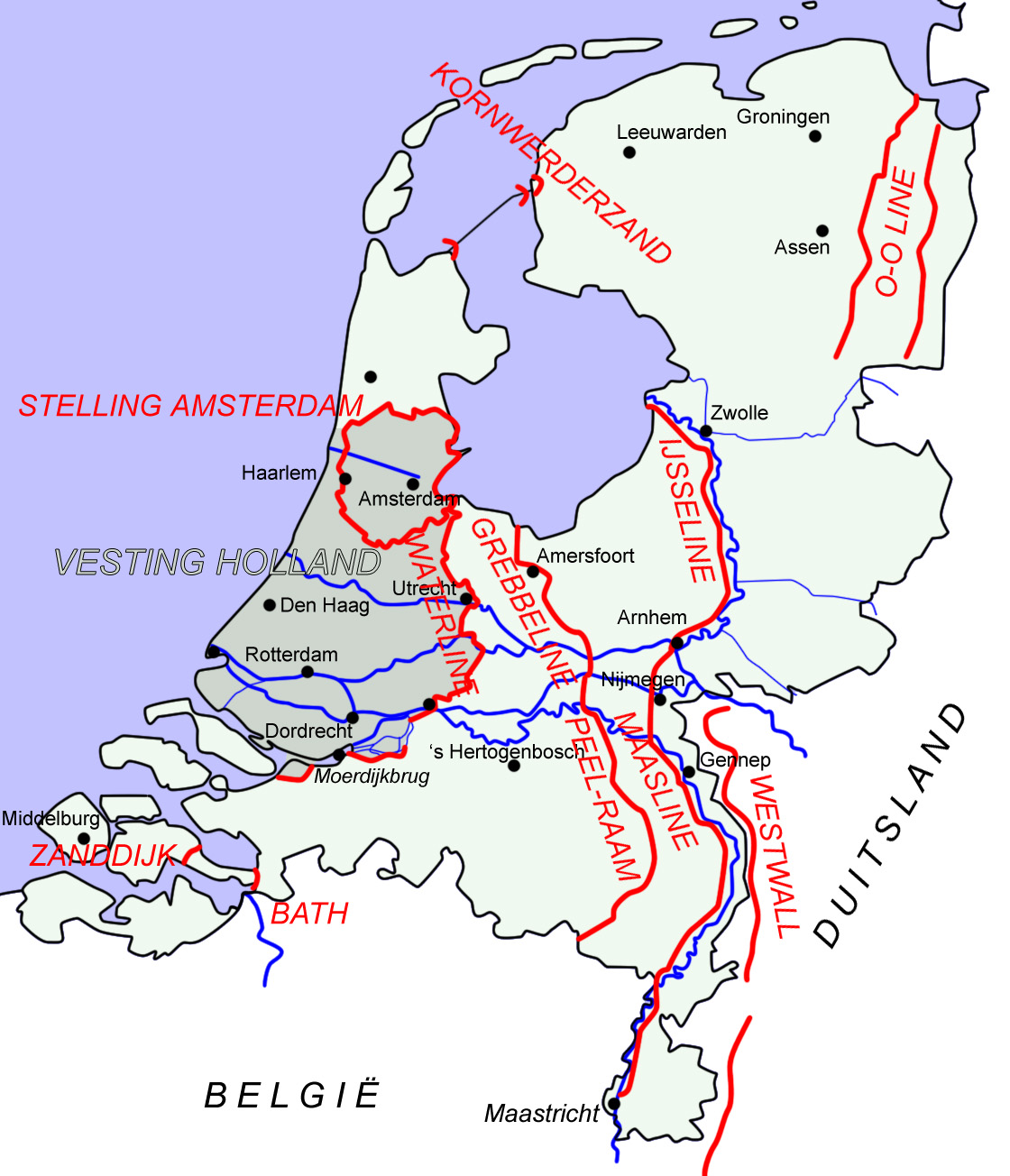
Principalele linii defensive neerlandeze

Țările de Jos se bucura de toate condițiile obiective pentru asigurarea unei apărări încununate de succes: o populație numeroasă, sănătoasă, cu o medie de vârstă scăzută, cu un înalt grad de educație; obstacole naturale care favorizau defensiva; o bază industrială și tehnologică puternică, inclusiv în domeniul armamentului. Armata germană s-a dovedit însă superioară la toate capitolele, atât în luptele din Țările de Jos, cât și mai apoi în timpul luptelor din Franța. Pe de-o parte, armata germană era dotată cu tancuri moderne, bombardiere în picaj (Junkers Ju 87 Stuka), iar pe de altă parte, armata neerlandeză dispunea de 39 de mașini blindate, cinci tanchete și o flotă aeriană formată în cea mai mare parte din biplane. Atitudinea guvernului neerlandez față de problema războiului a fost reflectată de evoluția stării forțelor armate ale țării, a cărei dotare nu s-a modificat în mod semnificativ de la sfârșitul primei conflagrații mondiale, în condițiile în care chiar și conform standardelor anului 1918 datarea era inadecvată. În cursul recesiunii economice din deceniul al treilea și ca urmare a scăderii încordării pe plan internațional, bugetul alocat forțelor armate a fost puternic limitat. În deceniul al treilea au fost alocați doar 1,5 milioane de guldeni pe an pentru cheltuielile cu echipamentele militare. Mai apoi, în 1931 și 1933, comisii special numite au ajuns la concluzia că nu se mai pot face tăieri din bugetul armatei, mai mult chiar, au recomandat creșterea de urgență a cheltuielilor militare. O schimbare în acest domeniu a apărut doar în 1936, când a fost aprobată cheltuirea a 53,4 milioane de guldeni pentru dotarea armatei.
Modernizarea armatei neerlandeze a fost încetinită de lipsa unui contingent numeros al militarilor instruiți și a organizațiilor lor profesionale și de o rezervă materială insuficientă. Armata avea piese de artilerie suficiente doar pentru dotarea marilor unități: opt divizii de infanterie, o divizie mecanizată și două brigăzi independente. Restul unităților de infanterie au fost organizate ca infanterie ușoară, fiind dispersate pe tot cuprinsul țării, unde aveau misiunea să încetinească înaintarea armatei inamice de invazie. Au fost construite aproximativ 2.000 de cazemate cu scopuri defensive, care nu erau sprijinite cu linii fortificate în adâncime. Nu au fost construite fortificații moderne precum Eben Emael din Belgia. Singurul complex fortificat modern era Kornwerderzand, care asigura apărarea digului Afsluitdijk. Armata neerlandeză avea 48 de regimente de infanterie, 22 de batalioane de infanterie pentru apărarea frontierelor. Prin comparație, Belgia, în ciuda faptului că avea o populație mai puțin numeroasă și mai îmbătrânită, dispunea de 22 de divizii complete, număr care a fost crescut până la 30.
După izbucnirea războiului european în septembrie 1939, neerlandezii au făcut eforturi uriașe să îmbunătățească situația armatei, dar rezultatele au fost modeste. Germania, care plănuia să atace Țările de Jos, a amânat toate livrările de armament comandate de guvernul neerlandez. În același timp, Franța nu era dispusă să asigure dotarea unei armate despre care nu era sigură că va lupta de partea sa. Singura sursă de aprovizionare care ar fi putut asigura aprovizionarea armatei neerlandeze în cantitățile necesare era Uniunea Sovietică. Numai că această sursă nu a putut fi folosită, deoarece guvernul neerlandez, spre deosebire de alte guverne occidentale, nu recunoscuse regimul de la Moscova. Neerlandezii au încercat în 1940 să achiziționeze armament sovietic capturat de finlandezi, dar tranzacția a eșuat.
În momentul declanșării invaziei germane pe 10 mai, cea mai mare problemă a armatei neerlandeze era lipsa acută vehiculelor blindate. În acel moment, toate armatele beligerante dispuneau de importante forțe blindate, dar Țările de Jos nu reușise să se doteze cu cele 146 de tancuri moderne, considerate ca un minim necesar încă din 1937. Armata neerlandeză avusese în dotare un singur tanc Renault FT 17, deservit de un singur mecanic conductor, a cărui unică sarcină fusese testarea obstacolelor antitanc construite în țară. În 1940, acest tanc nu mai era funcțional. Neerlandezii aveau două detașamente dotate cu mașini blindate (câte 12 de detașament). Încă 12 vehicule blindate noi erau în plin proces de recepție sau dotare cu armament în momentul izbucnirii invaziei. Mai exista un singur pluton dotat cu cinci tanchete, folosite pentru transportul pieselor de artilerie.
Armata neerlandeză dispunea de 676 obuziere și tunuri de câmp, dintre care doar 52 de ultimă generație . Artileria antitanc era dotată cu 386 tunuri moderne, dar care reprezentau doar o treime din numărul considerat necesar, și 300 de tunuri învechite. Guvernul neerlandez a primit până în momentul invaziei doar opt din cele 120 de tunuri moderne comandate în Germania. Deplasarea pieselor de artilerie pe câmpul de luptă se făcea doar cu ajutorul atelajelor cu cai.
Infanteria neerlandeză avea în dotare peste 2.200 mitraliere calibru 7,92mm Schwarzlose M.08, o parte produse sub licență în țară, și 800 de mitraliere Vickers. O bună parte dintre ele erau montate în cazemate. Companiile de infanterie erau dotate cu aproximativ 8.000 de mitraliere ușoare M.20 Lewis. Acest model se remarca prin fiabilitate redusă, dese blocări, ceea ce o făcea indicată pentru operațiuni ofensive. Cei mai mulți soldați erau echipați cu pușca Mannlicher, o versiune locală a modelului Steyr-Mannlicher M1895. Acest model depășit se afla în serviciul armatei neerlandeze pentru de mai mult de 40 de ani, dar nu fuseseră găsiți bani pentru înlocuirea lui. Fiecare regiment de infanterie era dotat cu șase mortiere de 80 mm. Se poate trage concluzia că infanteriei neerlandeze îi lipsea puterea de foc necesare armatelor moderne ale epocii.
În ciuda faptului ca firma Philips, unul dintre cei mai importanți producători europeni de echipament radio, își avea sediul în Țările de Jos, armata neerlandeză folosea încă pentru comunicații telefoanele cu fir. Doar bateriile de artilerie fuseseră echipate cu 225 de aparate radio de emisie-recepție.

#### Apărarea împotriva atacurilor trupelor aeropurtate
După invaziile germane din Danemarca și Norvegia din aprilie 1940, când au fost folosiți pe scară largă parașutiștii ai trupelor aeropurtate, comandanții militari neerlandezi au început să se preocupe de posibilitățile de contracarare a unui asemenea atac. Pentru respingerea atacului, paza porturilor și aeroporturilor a fost atribuită la cinci batalioane de infanterie. Unitățile de infanterie au fost întărite cu baterii de tunuri antiaeriene, două tanchete și 24 de mașini blindate. Aceste măsuri specifice au fost acompaniate de altele, cu caracter mai general – mobilizarea a 32 de vase-spital și 15 trenuri, destinate mișcării rapide a trupelor.

### Forțele aeriene neerlandeze
Forțele aeriene neerlandeze, care nu erau o armă distinctă în cadrul Forțelor armate neerlandeze, ci parte a forțelor terestre dispuneau pe 10 mai de 155 de avioane: 28 Fokker G.1, 31 Fokker D.XXI și 7 Fokker D.XVII, 10 Fokker T.V, 15 Fokker C.X și 35 Fokker C.V, 12 Douglas DB-8 bombardiere în picaj, (folosite ca avioane de vânătoare) și 70 avioane de recunoaștere Koolhoven FK-51. 74 dintre cele 155 de aparate erau biplane, iar doar 125 erau operaționale. Restul erau folosite ca avioane școală sau ca aparate de sprijin pentru marină.. Potențialul de producție al fabricilor Fokker și Koolhoven, nu a fost folosit la capacitatea maximă datorită limitărilor bugetare.

#### Instruirea și starea de pregătire a armatei
Armata neerlandeză suferea nu doar din cauza echipării slabe, ci și din cea a instruirii insuficiente. Comandanții nu aveau o experiență bogată în comandarea unor unități de un nivel superior batalionului. În perioada 1932 – 1936, armata neerlandeză nu a mai organizat manevre militare. Tinerii soldați erau lipsiți în general de pregătirea elementară. În perioade interbelică, doar un mic număr de tineri au fost încorporați. Până în 1939, recruții fuseseră instruiți pentru doar 24 de săptămâni, perioada minimă necesară pentru infanterie. În același an 1938, perioada serviciului militar a fost crescut la 11 luni. Calitatea scăzută a pregătirii soldaților nu a fost contrabalansată de existența unui corp numeros ofițeri și subofițeri profesioniști. În 1940 armata neerlandeză avea doar 1206 ofițeri de carieră. S-a sperat că aceste slăbiciuni vor fi depășite în caz de război, dar după mobilizarea generală de pe 28 august 1939, (care a dus la creșterea efectivelor armatei la aproximativ 280.000 de soldați) s-a constatat că starea de pregătire a armatei nu a crescut prea rapid. Cea mai mare parte a timpului a fost petrecută pentru construirea de fortificații. În această perioadă de timp, criza de muniții a limitat tragerile de antrenament, iar coeziunea unităților a rămas la un nivel scăzut. Chiar și după standardele proprii, armata neerlandeză nu era pregătită de luptă în mai 1940.
Generalii germani (și Hitler alături de ei) aveau o părere proastă despre capacitatea militară a Țărilor de Jos și se așteptau ca zona centrală a țării să fie cucerită în 3-5 zile.

### Strategia defensivă neerlandeză

#### Elementele structurale

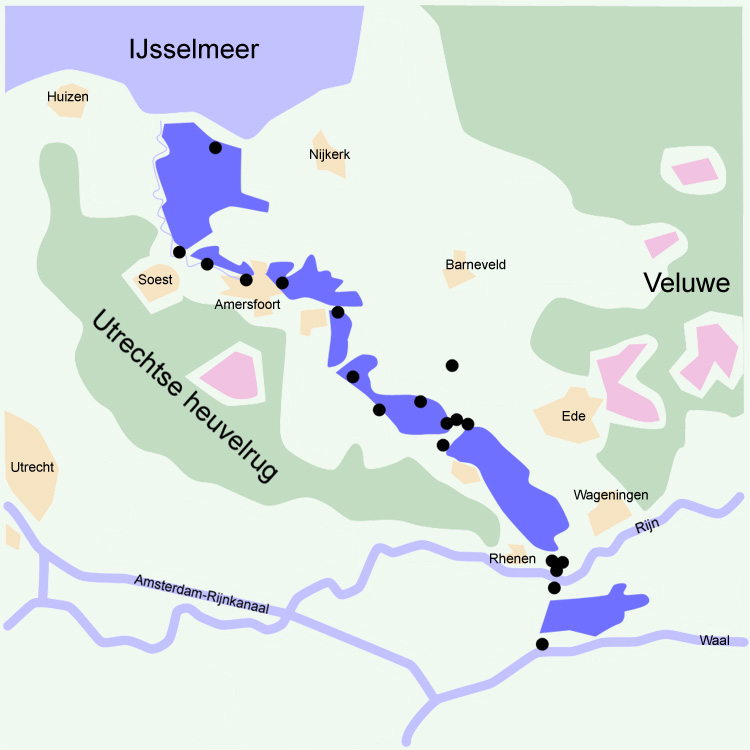
Linia Grebbe, cu albastru închis

În secolul al XVII-lea, Republica Neerlandeză a construit un sistem defensiv eficient numit The Dutch Water Line, care putea asigura apărarea principalelor orașe din vest, prin inundarea zonelor joase ale câmpiei. La începutul secolului al XIX-lea, această linie defensivă a fost prelungită spre răsărit, până la Utrecht, iar mai apoi a fost întărită cu fortărețe. Această construcție a fost numită Noua Linie de Apă Neerlandeză (Hollandsche Waterlinie). Linia defensivă a fost întărită în 1940 cu cazemate. Linia defensivă era localizată la extremitatea răsăriteană a zonei aflată sub nivelul mării. Apărarea s-ar fi folosit astfel de inundarea rapidă a regiunii, transformată într-o zonă imposibil de traversat de mijloacele mecanizate, dar prea puțin adâncă pentru bărci. Zona de la vest de Noua Linie de Apă era denumită Vesting Holland (Fortăreața Olanda). Flancul estic al acestei zone era protejat de Lacul IJssel, iar cel sudic de cursurile inferioare ale unor râuri paralele: doi afluenți ai Rinului și Meuse (Maas). Această regiune era considerată o adevărată fortăreață naturală (Fortăreața Olanda), care ar fi trebuit să reziste o lungă perioadă de timp. Cei mai optimiști planificatori militari apreciau că, în condițiile unei totale lipse a ajutorului extern și a unei supraestimări a forțelor germane, armata neerlandeză putea să reziste aici cel puțin trei luni. Planurile neerlandezilor prevedeau ca, în caz de război, armata să se retragă aproape imediat în această poziție fortificată natural, după o primă fază de concentrare a forțelor în Gelderse Vallei, aceasta plecând de la supoziția că germanii se vor deplasa doar prin provinciile sudice în drumul lor spre Belgia. Dacă s-ar fi întâmplat așa ceva, cea mai mare parte a teritoriului neerlandez ar fi rămas neatinsă. Poziția neerlandeză din 1939 părea că îi invită pe germani să invadeze țara și a făcut imposibile negocierile cu aliații occidentali pentru o apărare comună. Pe de altă parte, propunerile diplomaților germani făcute în secret, prin care se cerea neerlandezilor să permită tranzitul armatei germane a fost respinsă de neerlandezi.
Începând cu septembrie 1939 s-a trecut la construirea unei noi linii de apărare răsăriteană. Această nouă linie principală defensivă avea porțiunea nordică formată din Grebbelinie (Linia Grebbe), localizată la poalele delurilor Utrecht, linie de morene din Epoca Glaciară dintre lacul IJssel și cursul inferior al Rinului. Linia fortificată a fost construită la inițiativa generalului Jan Joseph Godfried baron van Voorst tot Voorst. această linie a fost extinsă și către sud cu Peel-Raamstelling (Poziția Peel-Raam), care se întindea între cursul râului Maas și granița belgiană. Intenția strategilor neerlandezi era să întârzie atacul german cât mai mult cu putință și să le permită francezilor să înainteze. Corpurile de armată al 4-lea și al 5-lea apărau Linia Grebbe. Corpul al 3-lea de armată apăra Poziția Peel-Raam Position, cu o divizie de infanterie ușoară aflată în spate, pentru apărarea flancului drept. Brigăzile A și B ocupau poziții între Rinul inferior și Maas. Corpul 1 de armată era folosit ca rezervă strategică în zona de sud a țării. Toate pozițiile de infanterie erau întărite cu buncăre.

#### Poziționarea trupelor

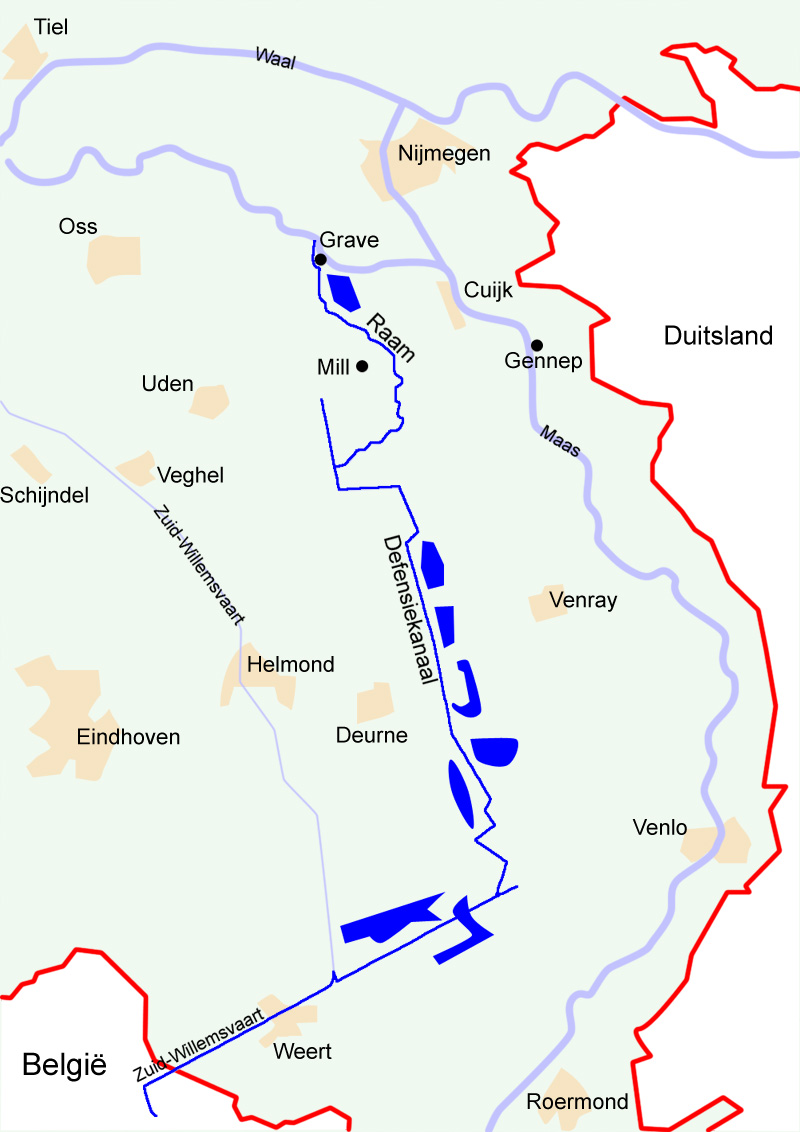
Poziția Peel-Raam

În fața Liniei Principale de Apărare se afla IJssel-Maaslinie, o linie de apărare de-a lungul râurilor IJssel și Maas, unite la Betuwe, apărate de 14 batalioane ale grănicerilor. La sfârșitul anului 1939, generalul Van Voorst tot Voorst, a perfecționat planurile la care lucra încă din 1937 și a propus folosirea pentru apărare a excelentelor poziții naturale ale celor trei râuri. El a propus o strategie mai mobilă, prin adoptarea unei tactici de întârziere a înaintare a germanilor prin punctele obligatorii de trecere de lângă Arnhem și Gennep. Diviziile germane ar fi fost obligate să își folosească la maxim puterea ofensivă până la atingerea Principalei Linii Defensive. În fața pozițiilor fortificate, atacul german ar fi fost oprit. Această abordare a fost considerată prea riscantă de către guvernul neerlandez și de către generalul Reijnders. Reijnders dorea ca armata neerlandeză să opună o rezistență puternică pe Linia Reijnders și pe Poziția Peel Raam, după care să se retragă în „Fortăreața Olanda”.Chiar și această abordare a fost considerată prea periculoasă de către guvernul neerlandez și aceasta prin prisma supremației aeriene germane. În plus, era nevoie de pregătirea completă de luptă a două linii defensive. Lui Reijnders îi fusese interzisă deja orice comandă militară în regiunile defensive, iar conflictul cu privire la strategia națională i-a subminat și mai mult poziția politică. Pe 5 februarie 1940, el a fost forțat să demisioneze datorită neînțelegerilor cu superiori. Înlocuitorul lui a fost generalul Henry G. Winkelman, care a decis ca să transforme Linia Grebbe din nord în principala linie defensivă, unde ar fi trebuit să se angajeze bătălia decisivă cu invadatorul. El a considerat că sus-numita linie este o poziție care să favorizeze contraofensiva neerlandezilor. Pe de altă parte, el nu a luat nicio măsură de întărire a Poziției Peel-Raam.
În timpul „războiului ciudat”, Țările de Jos a aderat la o politică de strictă neutralitate. În secret, comandamentul militar neerlandez, acționând parțial fără știrea factorilor politici, a negociat cu Belgia și Franța prin intermediul atașatului militar neerlandez la Paris, locotenent-colonelul David van Voorst Evekink, organizarea unei apărări comune antigermane. Negocierile au eșuat datorită diferențelor uriașe de opinie cu privire al strategia de urmat.

#### Coordonarea cu Belgia
Belgia, datorită evidentei sale importanțe, făcuse deja anumite aranjamente detaliate pentru coordonarea acțiunilor proprii cu cele ale aliaților occidentali în ciuda statutului oficial de neutralitate. Acest fapt a făcut ca orice colaborare neerlandezo-belgiană să fie foarte dificilă. Reijnders a continuat să lupte pentru planul său de colaborare în apărare pe Poziția Peel-Raam. El nu a aprobat un plan al lui Van Voorst tot Voorst, care prevedea ocuparea așa-numitei „Poziții Portocalii” pe o linie defensivă mai scurtă Hertogenbosch – Tilburg, prin care s-ar fi format o structură defensivă comună cu liniile belgiene de lângă Turnhout. Generalul belgian Raoul van Overstraeten fusese cel care propusese inițial colaborarea în zona respectivă.
Atunci când Winkelman a preluat comanda armatei, a intensificat negocierile cu vecinii, propunând pe 21 februarie ca Belgia să facă conexiunea dintre Poziția Peel Raam și canalul Zuid-Willemsvaart. Belgienii ar fi fost de acord cu o asemenea modificare a planurilor lor doar dacă neerlandezii și-a fi întărit pozițiilor din Limburg. Neerlandezii dispuneau însă de efectivele necesare pentru îndeplinirea acestei condiții. Cererile belgiene repetate pentru modificarea planurilor cu privire la apărarea în Poziția Portocalie au fost respinse de Winkelman. Belgienii au hotărât ca urmare a acestui fapt să își retragă toate forțele pe linia defensivă a Canalului Albert. Aceasta ducea la apariția unei zone de aproximativ 40 km lungime total neapărată. Francezii au fost invitați să asigure apărarea acestei breșe. În aceste condiții, comandantul forțelor franceze, Maurice Gamelin, a devenit foarte interesat în includerea neerlandezilor într-un front comun și continuu de apărare, care să fie folosit ca poziție de plecare într-o acțiune ofensivă de ocolire a Westwall. Dar el nu a fost dispus să prelungească atât de mult liniile de aprovizionare franceze decât în condițiile în care belgienii și neerlandezi și-ar fi exprimat oficial sprijinul pentru cauza aliată mai înainte de declanșarea atacului german. Când atât belgienii cât și neerlandezii au refuzat să își modifice poziția oficială de neutralitate, Gamelin a hotărât să ocupe o poziție lângă Breda. Neerlandezii nu fortificaseră această zonă. Winkelman a decis în secretpe 30 martie să abandoneze Poziția Peel-Raam, și să retragă Armata a 3-a de lângă Linge pentru apărarea Linei Grebbe, aceasta chiar în timpul finalizării pregătirilor germane de invazie> Noua Waal-Linge urma să fie întărită cu cazemate. Bugetul pentru aceste structuri a fost crescut cu o sută de milioane de guldeni.

### Strategia franceză
Pe pământ neerlandez urma să acționeze în afară de armata neerlandeză și de Armata a 18-a germană și Armata a 7-a franceză. Armata a 7-a avea propria strategie, parte a unei mai ample strategii a francezilor, care luaseră în considerație încă înaintea războiului posibilitatea acțiunilor pe teritoriul vecinilor. Regiunile costiere a Țărilor de Jos erau greu de abordat din punct de vedere militar datorită numeroaselor cursuri de apă. Pentru germani, aceasta însemna că erau obligați să ocolească linia Antwerp-Namur. Insulele provinciei Zealand erau considerate de maximă importanță strategică din cauza amplasării lor în fața estuarului Tamisei, capturarea lor fiind o amenințare la securitatea Angliei.
Atât pentru scopurile defensive, cât și pentru cele ofensive, era nevoie de forțe rapide de intervenție. Francezii au luat în considerație utilizarea forțelor aeropurtate pentru desfășurarea unor atacuri rapide cu mult timp înaintea germanilor. Încă din 1936, francezii au început proiectarea unor tancuri ușoare, transportabile pe calea aerului, dar planurile au fost abandonate în 1940 datorită lipsei unor aparate de zbor capabile să le transporte. O divizie navală și una de infanterie au fost desemnate să ocupe Zealand pentru blocarea regiunii Westerschelde și interzicerea unei traversări germane. Tot aceste divizii urmau să deplaseze efective înarmate în insulele provinciei, care trebuiau aprovizionate cu vapoarele.
Generalul Maurice Gamelin se temea că neerlandezii ar putea să fie tentați să capituleze rapid sau chiar să accepte „protecția” germană. De aceea, el a schimbat obiectivele Armatei a 7-a de rezervă, care trebuia acum să se ocupe o poziție în fața orașului Antwerp, unde să apere calea de acces estică, pentru menținerea legăturii cu restul teritoriului neerlandez. Forța desemnată să îndeplinească această sarcină era compusă din divizia 9 și 25 de infanterie motorizată (dotată cu vehicule blindate și divizia 4 și 21 de infanterie. Aceste forțe au fost întărite cu divizia I ușoară mecanizată și o divizie de blindate. Dacă se pun la socoteală și cele două divizii din Zealand, francezii mobilizau șapte divizii acestei operațiuni.
Deși trupele franceze aveau un grad de mecanizare mai mare decât al adversarilor lor germani, dat fiind distanțele pe care trebuiau să le străbată, ele nu aveau nicio șansă să ajungă în sectoarele desemnate în marș mai înaintea germanilor. Singura șansă să își atingă obiectivele la timp era să folosească transportul pe calea ferată. Aceasta implica un grad înalt de vulnerabilitate în faza de concentrare a forțelor din regiunea Breda. Francezii aveau nevoie de un răgaz suplimentar de câteva zile, pe care să îl asigure apărătorii neerlandezi ai Poziției Peel-Raam, în cooperare cu forțele rapide franceze, care să asigure seiguranța deplasării efectivelor principale. Forțele rapide franceze erau compuse din unitățile de recunoaștere ale diviziilor motorizate și blindate, echipate cu vehicule blindate Panhard 178. Aceste forțe urmau să fie concentrate în două grupuri operative numite după comandanții lor: Grupul Beauchesne și Grupul Lestoquoi.

### Strategia germană
În timpul discuțiilor cu privire la planurile operaționale pentru Fall Gelb, ideea ocolirii Fortăreței Neerlandeze (așa cum sperau planificatorii neerlandezi) a fost luată în considerație de germani. Prima versiune a planului din 19 octombrie 1939 propunea o ocupație completă, dacă existau condiții favorabile. Versiunea de pe 29 octombrie propunea o limitare a ocupației la o linie la sud de Venlo. În Holland-Weisung (Directiva Olanda) de pe 15 noiembrie s-a decis să fie cucerită întreaga regiune de sud, să se ocupe Insulele frizone, dar să se oprească înaintarea din regiunea nordică pe Linia Grebbe. Hermann Göring a insistat pentru acceptarea unei acțiuni de ocupare completă a Țărilor de Jos, susținând că are nevoie de aeroporturile țării pentru pregătirea atacului împotriva Regatului Unit. De asemenea el sublinia pericolul ca aliații occidentali să întărească Fortăreața Olanda și, folosind aeroporturile din zonă, să bombardeze orașele și trupele germane. O altă justificare pentru completa cucerire a Țărilor de Jos era aceea că, în ciuda greutăților militare, era de dorit din punct de vedere politici să se obțină capitularea acesteia, ceea ce ar fi putut duce la schimbarea atitudinii ostile a guvernelor de la Londra și Paris. Înfrângerea rapidă a Țărilor de Jos ar fi fost o lovitură pentru moralul inamicilor și ar eliberat efective germane importante, gata să acționeze pe alter fronturi.
Din toate aceste motive, pe 17 ianuarie 1940 s-a luat decizia cuceririi în totalitate a Țărilor de Jos. Principalul atac al Fall Gelb urma să fie dat în centru, între Namur și Sedan. Atacul asupra Belgiei centrale era doar o diversiune, iar atacul asupra Fortăreței Neerlandeze doar o parte a acestei diversiuni. Deși armatele 6 și 18 ale Wehrmachtului fuseseră desfășurate la granița neerlandeză, o forță mult mai puternică fusese mutată la sud de Venlo pentru un atac spre Belgia. În acest fel, Armatei a 18-a comandată de generalul Georg von Küchler îi revenea sarcina principală în luptele împotriva principalelor forțe neerlandeze. Dintre toate forțele germane care urmau să ia parte la operațiunile din regiune, Armata a 18-a era cea mai slabă. Era formată doar din patru divizii de infanteriei (207, 227, 254 și 256), cu trei divizii de rezervă (208, 225 și 526), care aveau să nu ia parte la lupte. Șase divizii erau formate din proaspeți recruți, formate în august 1939 din unitățile milițiilor teritoriale (Landwehr). Ele erau încadrate cu un număr redus de ofițeri de carieră și, în afara veteranilor din primul război mondial, militarii nu aveau experiență de luptă. 88% dintre soldații acestei forțe erau în momentul atacului insuficient instruiți (la fel de altfel ca în cazul opozanților lor neerlandezi). Divizia a 526 erau una de poliție, aproape lipsită de pregătire de luptă. Diviziile germane aveau efective de 17.807 oameni, cu 50% mai numeroase decât cele inamicul direct neerlandez, și erau o forță de foc de două ori mai mare decât a acestora din urmă. Chiar și în aceste condiții, superioritatea în oameni și armament nu era suficientă pentru o ofensivă rapidă, încununată de succes.
Pentru remedierea acestei situație, forța generalului von Küchler a fost completă cu mai multe unități disponibile. Prima a fost singura divizie de cavalerie germane, Kavalleriedivision I. Această divizie de cavalerie, sprijinită de câteva subunități de infanterie, trebuia să ocupe provinciile neerlandeze slab apărate de la este de râul IJssel, după care ar fi trebuit să încerce să traverseze digul Afsluitdijk. Planurile germane prevedeau și o eventuală debarcare lângă Enkhuizen, pentru transport putând fi folosite barje capturate în portul Stavoren. Cum era improbabil ca germanii să poată executa aceste ultime două operațiuni, infanteria a fost întărită cu unități ale SS-Verfügungsdivision (SS-Standarten Der Führer, Deutschland și Germania) și Leibstandarte Adolf Hitler, care urmau să dea asaltul pentru spargerea unei breșe în pozițiile fortificate neerlandeze.

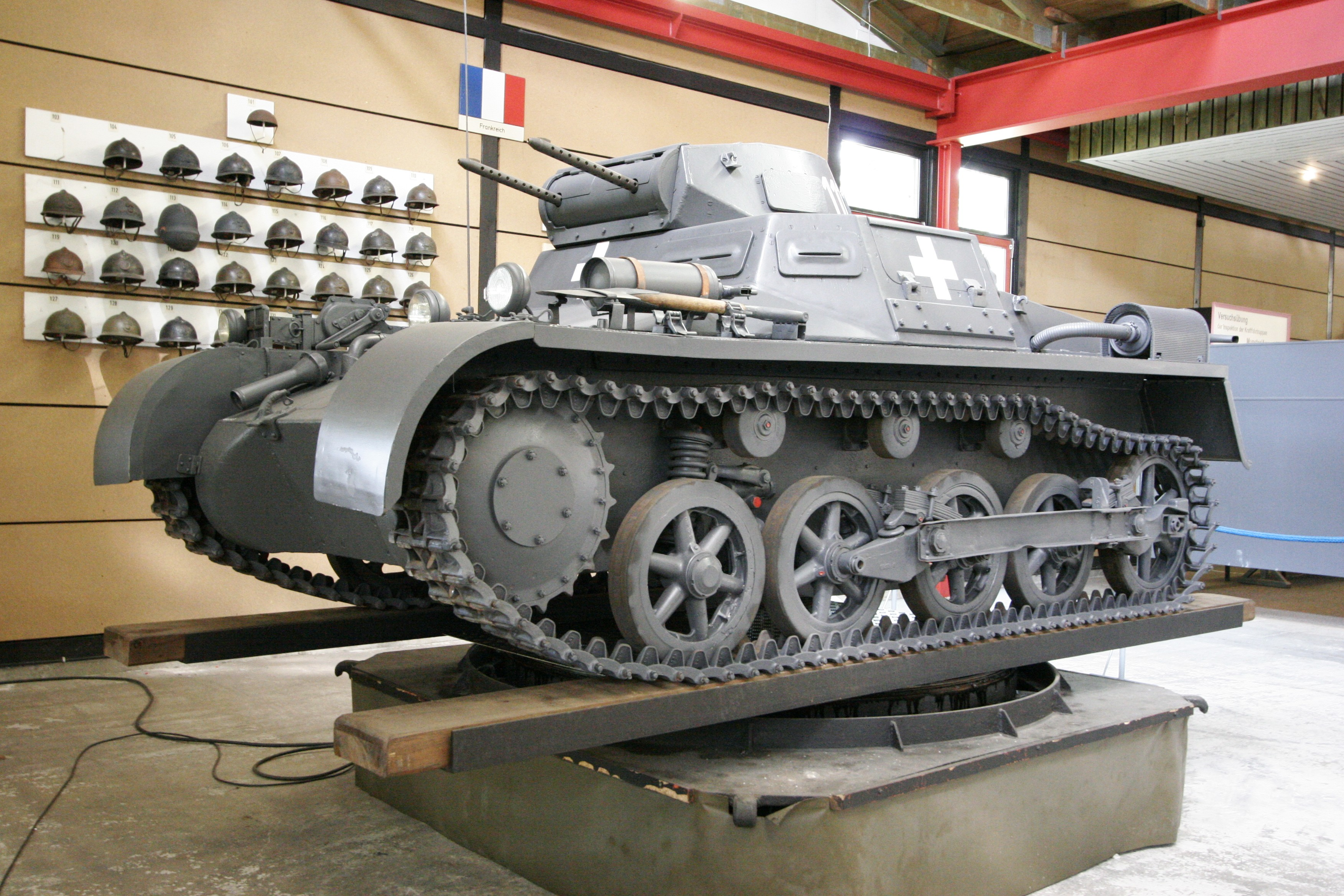
Tancul Panzer I, în Muzeul Tancurilor Germane

 Germanii au pregătit și metode neconvenționale de atac. Au fost pregătite două divizii de asalt aeropurtate. Prima dintre ele, 7. Flieger-Division, era formată din parașutiști. Cea de-a două, 22. Luftlande-Infanteriedivision, era infanterie aeropurtată. Planul inițial german prevedea ca atacul principal să aibă loc în Flandra, aceste trupe trebuind să încerce forțarea cursului râului Scheldt lângă Gent. Planul acesta a fost abandonat mai apoi în favoarea folosirii trupelor aeropurtate pentru obținerea unei victorii ușoare în Țările de Jos. Noua sarcină a trupelor aeropurtate era ca în prima zi să cucerească și să asigure apărarea aeroporturilor din jurul orașului Haga, capturarea Înaltului Comandament Neerlandez și a reginei Wilhelmina. Ofițerii germani au fost instruiți cu privire la eticheta caselor regale, pentru a ști cum să se comporte în prejma reginei. Planul, Fall Festung, a fost conceput chiar de Adolf Hitler, care voia să asigure „protecția armată a neutralității neerlandeze’’ – practic un protectorat german. Dacă această acțiune nu ar fi asigurat prăbușirea imediată a frontului neerlandez, trebuiau cucerite și să apărate podurile din Rotterdam, Dordrecht și Moerdijk, care ar fi fost folosite de Divizia 9 Panzer în drumul lor spre sud, pentru sprijinirea parașutiștilor. Se dorea ca după traversarea podurilor, divizia blindată să se folosească de breșa creată între timp de diviziile de infanterie 254 și 256, să li se alăture acestora, formând XXVI. Armeekorps, la – 's-Hertogenbosch. În același timp, trebuia declanșată o ofensivă a diviziilor 207 și 227 în est împotriva Liniei Grebbe, unite pentru a forma X. Armeekorps, pentru ca să atace grosul armatei neerlandeze. Germanii se așteptau ca, în ciuda inexistenței unei superiorități numerice, să împingă forțele neerlandeze spre răsărit, spre Fortăreața Olandei sau chiar mai departe. Dacă neerlandezii nu ar fi capitulat din prima zi, Armata a 18-a trebuia să intre în Fortăreața Olanda în cea de-a treia zi a atacului dinspre sud pentru asigurarea victoriei. Nu a fost stabilit un program strict pentru anihilarea forțelor neerlandeze. Un aspect special al structurii de comandă în faza de planificare a Bătăliei Țărilor de Jos a fost acela că atacul aeropurtat era exclusiv o acțiune a Luftwaffe, fără nicio subordonare operațională a acestuia față de armata terestră. Atacul asupra orașului Rotterdam a fost în cele din urmă o operațiune a forțelor terestre, fiind considerată punctul principal al campaniei din Țările de Jos. Armata a 18-a considera că atacul aeropurtat nu urma să fie decât o acțiune de sprijin al înaintării XXVI. Armeekorps.
Dintre toate operațiunile Fall Gelb, acesta a fost cel care a pus cel mai pregnant accentul pe conceptul Blitzkrieg – un asalt strategic. Pe de altă parte, trebuie menționat că Fall Gelb era caracterizat per total printr-o strategie cu un înalt nivel de risc.

## Afacerea Oster
Civilii și soldații germanii nu priveau cu ochi buni ideea violării neutralității neerlandeze. De aceea, propaganda germană a justificat invazia ca fiind o reacție la intenția francezilor de ocupare a Țărilor de Jos. Unii dintre ofițerii germani nu simpatizau regimul nazist și nu priveau la rândul lor cu ochi buni invazia Țărilor de Jos. Unul dintre aceștia, colonelul Hans Oster, ofițer al serviciului de informații (Abwehr), a început în martie 1939 să transmită informații secrete prietenului său, atașatul militar neerlandez la Berlin, maiorul Gijsbertus J. Sas. Printre aceste informații se afla și data la care urma să fie declanșat atacul Fall Gelb. Aceste informații au ajuns la dispoziția serviciilor aliaților occidentali tot prin intermediul atașaților militari. Guvernul neerlandez nu a luat în serios aceste informații datorită unei serii de alarme false – data de declanșare a atacului a fost modificată de mai multe ori în așteptarea unor condiții meteo mai favorabile. Faptul că Gijsbertus J. Sas a estimat corect datele atacurilor asupra Danemarcei și Norvegiei a trecut neobservat În ciuda faptului că el a identificat divizia blindată care urma să atace Fortăreața Olandei din Brabantul de Nord și a avertizat guvernul cu privire la planurile germanilor pentru capturarea reginei, strategia defensivă neerlandeză nu a fost adaptată realității, miniștrii neînțelegând informațiile în cadrul unui cadru mai larg. Pe 4 mai, Sas și-a avertizat guvernul cu privire la iminența atacului german. Acest avertisment a coincis cu nota informativă trimisă de Papa Pius al XII-lea. Când Oster i-a telefonat prietenului să spunându-i doar „Mâine, în zori”, trupele neerlandeze au fost puse în stare de alertă. Oster a fost unul dintre principalii membri ai rezistenței antinaziste din perioada 1938 - 1943, fiind un participant la atentatul cu bombă din 20 iulie 1944 prin care s-a încercat asasinarea lui Hitler.

## Bătălia

### 10 mai

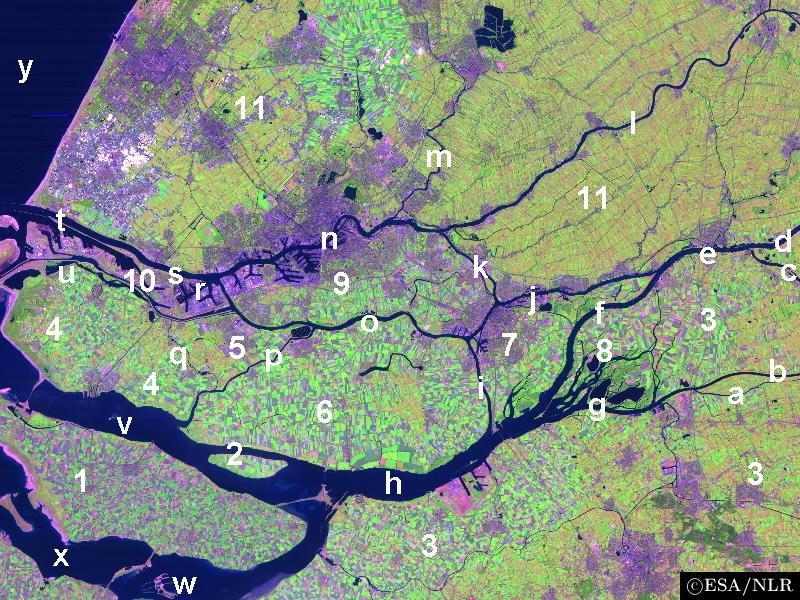
Regiunile de debarcare ale germanilor: pe litoral este Haga; Rotterdam este la n, Waalhaven la 9 iar Dordrecht la 7; h indică râul Hollands Diep

În dimineața zilei de 10 mai 1940, neerlandezii au fost treziți de zgomotul motoarelor avioanelor germane intrate în spațiul aerian național. Germania declanșase operațiunea Fall Gelb și începuse atacul împotriva Țărilor de Jos, Belgia, Franța și Luxemburgul. Dacă în cazul Franței exista o declarație de război, Țările de Jos nu au primit nicio asemenea declarație mai înainte de începerea ostilităților. În timpul nopții, Luftwaffe violase spațiul aerian neerlandez. Escadrila de bombardiereKampfgeschwader 4 (KG 4) a traversat spațiul aerian neerlandez și s-a îndreptat spre vest, dându-le impresia apărătorilor că era vorba de o acțiune împotriva Angliei. Odată ajunși deasupra Mării Nordului, aviatorii germani și-au întors aparatele de zbor spre est pentru atacul-surpriză asupra aerodromurilor neerlandeze. KG 4 de sub comanda colonelului Martin Fiebig a atacat aerodromul forțelor navale de la De Kooy, distrugând 35 de avioane. Aparatul de zbor al lui Fiebig a fost doborât, iar colonelul a petrecut cinci zile ca prizonier de război. KG 4 a participat de asemenea la atacul aeroporturilor Amsterdam-Schiphol, unde neerlandezii au pierdut o treime dintre bombardierele medii de care dispuneau, și Haga, unde au distrus jumătate dintre cele 21 de avioane de vânătoare. KG 4 a continuat misiunea alăturându-se KG 30 și KG 54 în atacurile împotriva porturilor și căilor de comunicații. KG 4 a pierdut 11 bombardiere Heinkel He 111 și 3 Junkers Ju 88, iar KG 30 și KG 54 alte aparate de zbor. Jagdgeschwader 26 (JG 26, escadrila de vânătoare) și Zerstörergeschwader 26 (ZG 26, escadrilă de vânătoare-distrugere) au doborât 25 de avioane neerlandeze în lupte aeriene directe. La sfârșitul primei zile de luptă, neerlandezii mai aveau disponibile doar 70 de avioane. Avioanele de vânătoare neerlandeze au fost cele care au reușit să doboare 13 aparate de zbor germane. Avioanele neerlandeze care au scăpat din distrugerile inițiale au fost împrăștiate pe întreg teritoriul neerlandez, de unde au continuat să lupte împotriva Luftwaffe și doborând 13 aparate inamice până pe 14 mai.
Imediat după bombardamentele inițiale, în intervalul 4:30 – 5:00, au fost lansați parașutiștii în apropierea aeroporturilor. Artileria antiaeriană neerlandeză a doborât mai multe avioane de transport Ju 52 ale Luftwaffe Transportgruppen. Germanii au pierdut 250de avioane Ju 52, adică aproape 50% din flota de transport.

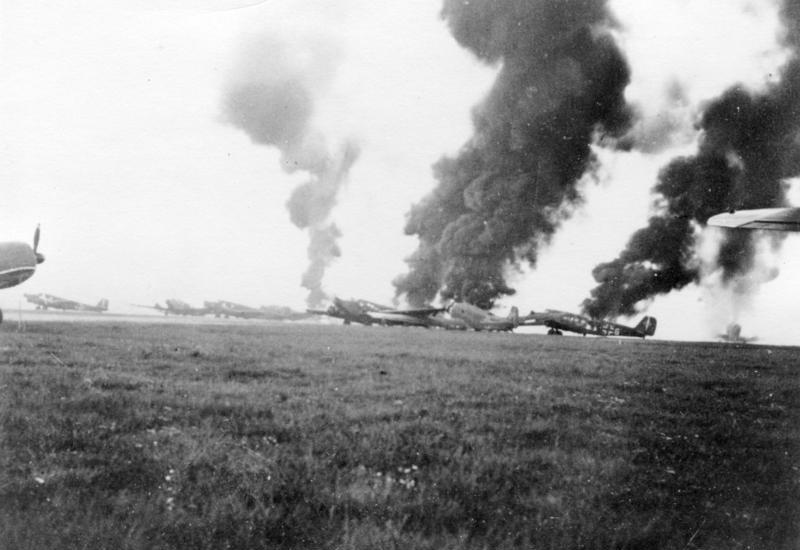
Avioane Junkers Ju 52 incendiate la Ypenburg

Asaltul asupra orașului Haga s-a încheiat cu un eșec operațional. Parașutiștii nu au reușit să cucerească aeroportul principal de la Ypenburg astfel încât să permită infanteriei aeropurtate să aterizeze în siguranță. Deși o mașină blindată a fost grav avariată de o bombă, restul de cinci Landsverks, sprijinite de mitralierele din adăposturile întărite, au distrus 18 Junkers ale primelor două valuri de desantare și au ucis pe numeroși dintre infanteriști. După ce pista a fost blocată de resturile avioanelor distruse, piloții aparatelor funcționale au căutat locuri alternative de aterizare. Unele dintre acestea au fost câmpii sau plaje aflate la distanță mare de obiectivele inițiale. Micul aeroport auxiliar de la Ockenburg a fost apărat de forțe reduse și a fost cucerit cu ușurință de germani. De asemenea, și aeroportul de la Valkenburg, moralul apărătorilor căruia fusese distrus de un bombardament puternic, a fost cucerit cu ușurință de germani. Pistele aeroportului erau încă neterminate. Avioanele care au aterizat aici s-au împotmolit în noroi. Niciunul dintre aeroporturile cucerite de germani nu a putut fi folosit pentru aprovizionare și transportul de trupe. Parașutiștii au ocupat Ypenburg, dar intrarea lor în Haga a fost împiedicată de unitățile neerlandeze create în grabă. Până în cele din urmă, parașutiștii germani au fost obligați să se retragă sub focul puternic al artileriei neerlandeze. Neerlandezii au reușit mai târziu cu ajutorul bombardamentelor de artilerie să alunge ocupanții germani de pe alte două aeroporturi – resturile trupelor aeropurtate au fost nevoite să se refugieze în satele sau fermele din apropiere.

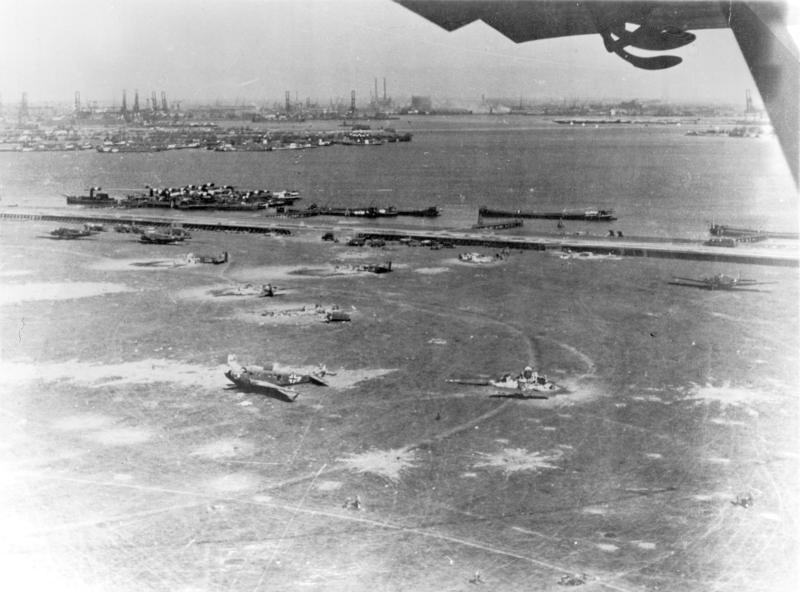
Pierderile germane în luptele de pe aeroportul Waalhaven au fost limitate

Atacul asupra orașului Rotterdam a avut un succes mai mare. Douăsprezece hidroavioane Heinkel He 59 au aterizat în mijlocul orașului. Trupele de asalt debarcate au cucerit podul Willemsbrug de peste Nieuwe Maas . În același timp, aeroportul militar Waalhaven de pe insula IJsselmonde a fost atacat de trupele aeropurtate. Aeroportul era apărat de un batalion de infanterie staționat așa se aproape de pistă încât parașutiștii au aterizat lângă pozițiile neerlandezilor. A urmat o luptă haotică. Primele valuri de avioane Junkers nu au suferit nicio peridere, iar aterizările au continuat în ritm alert. În cele din urmă, apărătorii neerlandezi au fost copleșiți. Trupele germane în continuă creștere numerică au înaintat constant spre este pentru ocuparea IJsselmonde, reușind în cele din urmă să facă joncțiunea cu parașutiștii care aveau ca obiectiv ocuparea podului de importanță strategică de la Dordrecht. În ciuda intervenției Marinei Regale Neerlandeze, nu s-a reușit oprirea invaziei. Din acest motiv, planurile pentru deplasarea în zonă a canonierelor HNLMS Flores și HNLMS Johan Maurits van Nassau au fost abandonate. Pe inslua Dordrecht, germanii au reușit să ocupe podurile de importanță strategică Moerdijk, dar în oraș garnizoana a rezistat atacului. Moerdijk bridges, în timp ce germanii au organizat o poziție întărită în regiunea de sud.

Debarcările germane în Rotterdam

Germanii au încercat să execute un plan aprobat de Hitler (la conceperea căruia nu a participat însă) pentru cucerirea podurilor de peste IJssel și Maas și păstrarea lor în stare de funcționare cu ajutorul a două comandouri Brandenburger. Membrii comandourilor au început infiltrarea pe teritoriul neerlandez mai înainte de declanșarea atacului principal, unii dintre militarii germani fiind pe poziții încă din seara zilei de 9 mai. În timpul nopții de 10 mai, germanii s-au deplasat până în apropierea podurilor. Câțiva germani purtau uniforme ale poliției militare neerlandeze, pretinzând că escortează un grup de prizonieri de război. Astfel, germanii doreau să surprindă echipele de geniști neerlandezi, care aveau ordin să arunce podurile în aer în caz de atac german. Unii dintre „polițiștii militari” erau cetățeni neerlandezi, membri ai Nationaal-Socialistische Beweging (Partidul Nazist Neerlandez). Tentativa de cucerire a podurilor a eșuat în cele mai multe cazuri iar podurile au fost aruncate în aer, în două dintre cazuri explozia ucigându-i și pe germanii carea apucaseră să ocupe pozițiile ordonate. Singura excepție a fost podul de cale ferată Gennep . Imediat după ce comandourile au reușit să cucerească podul și să asigure protecția lui, un tren blindat l-a traversat, inaintând în spatele Poziției Peel-Raam, unde a debarcat un batalion de infanterie.
Autoritățile neerlandeze au emis rapoarte detaliate către agențiile internaționale de presă cu privire la acțiunile soldaților germani deghizați în uniforme neerlandeze. Aceste vești au provocat spaima belgienilor și francezilor legată de existența unei a cincea coloane pe teritoriile naționale. Spre deosebire de situația de mai târziu din Belgia și Franța, în Țările de Jos nu s-a produs un exod al populației civile, care să blocheze căile de transport. Soldații germani au avut în general un comportament civilizat față de civilii neerlandezi. De exemplu, soldații germani s-au așezat ordonat la cozi pentru cumpărarea unor bunuri raționalizate în Germania, așa cum era ciocolata.
După eșecul acțiunii de cucerire a podurilor, diviziile germane au încercat să traverseze cursurile râurilor IJssel și Maas. În lipsa unei pregătiri suficiente de artilerie, primele valuri ale atacatorilor au fost distruse de focul mitralierelor din buncăre. După ce germanii au declanșat un puternic bombardament de artilerie, care a distrus majoritatea fortificațiilor neerlandeze, diviziile de infanterie germană au reușit să traverseze râurile folosindu-se de poduri de pontoane. La Arnhem, Leibstandarte Der Fuehrer a condus atacul, reușind să avanseze într-o singură zi până în fața Liniei Grebbe. Atacul unităților de elită a fost sprijinit de 207. Infanteriedivision.

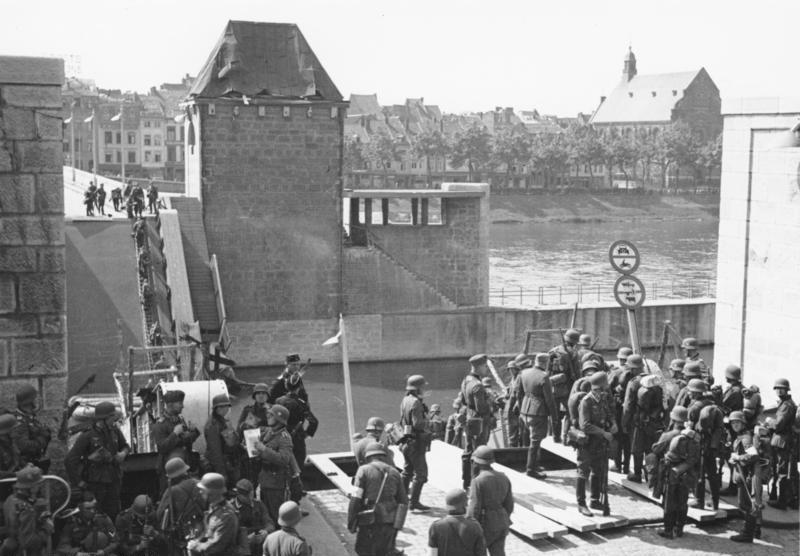
În ciuda distrugerilor provocate podurilor Wilhelminabrug și Sint Servaasbrug (în fotografie), trupele germane au depășit Maastricht, un important nod de comunicații, relativ ușor. Fotografie de pe 10 ami 1940 din Maastricht

Chiar mai înainte de sosirea pe poziții a trenului blindat german, Corpul al 3-lea de armată neerlandeză primise ordinele de retragere în spatele Poziției Peel-Raam cu tot armamentul, inclusiv cu piesele de artilerie. Fiecare dintre cele șase regimente componente trebuiau să lase pe poziții un batalion pentru acoperirea retragerii. Lor li urma să li se alăture paisprezece batalioane de grăniceri. Grupul astfel format a fost numit „Divizia Peel”. Retragerea fusese plănuită inițial să aibă loc sub acoperirea întunericului, în prima noapte după invazie dar, datorită înaintării rapide a armatei germane, ordinele de plecare au fost date la ora 6:45. Corpul al 3-lea de armată s-a alăturat „Birgăzii G” , (cele șase batalioane care ocupau deja linia defensivă Waal-Linge. Aceste trupe nu aveau să participe nicio acțiune de luptă.
Divizia de infanterie ușoară cu sediul al Vught era singura forță de manevră a armatei neerlandeze. Retragerea ei a fost făcută cu o zi în avans față de data planificată. Militarii ei s-au deplasat pe biciclete traversând podurile de peste Maas și Waal. De aici, divizia s-a îndreptat spre Alblasserwaard, unde a primit ordinul să atace forțele germane aeropurtate care debarcaseră pe IJsselmonde. Divizia neerlandeză a ajuns seara în dreptul cursului râului Noord, care separa Alblasserwaard de IJsselmonde. Neerlandezii au descoperit că sectorul din apropierea singurului pod din regiune, care fusese construit în 1939, nu era ocupat de forțe germane puternice. Germanii nici nu știau de existența podului, deoarece foloseau hărți militare care nu fuseseră actualizate. Neerlandezii au hotărât să amâne traversarea podului și atacul împotriva germanilor, dorind să concentreze forțe mai numeroase pentru a doua zi. Ei nu au făcut nicio încercare să cucerească un cap de pod.
Între timp, în dimineața zilei de 10 mai, în jurul orei 22:00, avangarda Diviziei I infanterie ușoară franceză, organizate în grupuri de recunoaștere îmbarcate în mașini blindate Panhard 178, au ajuns în zona de frontieră cu Țările de Jos. Misiunea acestei divizii era să asigure contactul dintre Vesting Holland și Antwerp. Toate încercările francezilor de coordonare a înaintării cu colonelul Leonard Johannes Schmidt, comandantul trupele neerlandeze din Noord-Brabant, au fost zadarnice. Dacă la început colonelul nu a putut fi găsit de mesagerii francezi, mai târziu frontul neerlandez a început să se destrame. La Mill, 256. Infanteriedivision nu a reușit la început să exploateze ocazia favorabila oferită de înaintarea unui batalion în spatele liniei defensivei inamice datorită incapacității comandanților să își localizeze propriile subunități. După ce primul atac al unităților germane avansate a fost respins, un contraatac general a forțelor de la Principala Linie Defensivă a fost amânat deoarece cea mai mare parte a artileriei nu reușisă să traverseze singurul pod de pontoane de peste Meuse. După un accident pe acest pod, traficul a fost puternic îngreunat. La începutul serii a intervenit o schimbare a planurilor: s-a hotărât ca infanteria să atace, chiar și doar cu sprijinul limitat a unei singure baterii de tunuri de 105 mm. Un atac întâmplător al avioanelor germane Stuka în sectoul Mill chiar înaintea de contraofensiva i-a pus pe fugă pe unii dintre neerlandezi, ceea ce a dus la apariția unei porțiuni slăbite a frontului. În ciuda faptului că germanii nu s-au grăbit să folosească slăbiciunea neerlandezilor, colonelul Schmidt a ordonat la ora 20:30 abandonarea Poziției Peel-Raam și retragerea forțelor de-a lungul canalului Zuid-Willemsvaart, unde au improvizat o nouă liniei defensivă.
În regiunea de nord, 1. Kavalleriedivision atinsese până la sfârșitul primei zile a atacului linia Meppel–Groningen. Înaintarea germanilor a fost încetinită de unele probleme de aprovizionare și transport, dar și de distrugerea de către neerlandezi a 236 de poduri.
În regiunea extrem-sudică, cele șase batalioane de grăniceri din provincia Limburg au opus o rezistență nesemnificativă înaintării Armatei a 6-a germane. Până la prânz, germanii cuceriseră o zonă vastă, iar garnizoana orașului strategic Maastricht a capitulat, deschizând calea ofensivei germane spre Belgia centrală. Germanii au fost încetiniți în deplasarea lor de distrugerea podului principal al orașului, ceea ce i-a forțat să amâne-+ traversarea râului Meuse de către Divizia a 4-a Panzer până a doua zi.

### 11 mai
Pe 11 mai, generalul Winkelman avea de rezolvat două probleme prioritare. În primul rând, el dorea să elimine amenințarea trupelor aeropurtate germane. În ciuda eșecului asaltului strategic, generalul se temea că întărirea pozițiilor inamicilor cu întăriri sosite din Waalhaven. Din acest punct de vedere, controlul germanilor asupra podurilor din Moerdijk reprezenta o amenințare serioasă împotriva sosirii întăririlor aliaților pentru apărarea Fortăreței Olandei. A doua prioritate era strâns legată de prima – sprijinirea armatei franceze pentru construirea unei puternice linii defensive în Brabantul de Nord, pentru legarea Fortăreței Olandei de principalele forțe aliate din Belgia. Cum neerlandezii își retrăseseră principalele forțe din regiune, Winkelman mai avea doar mijloace limitate pentru influențarea acestui proces, lăsând această sarcină în responsabilitatea comandanților locali.
Până la sfârșitul celei de-a doua zile a luptelor a fost realizat prea puțin din obiectivele propuse. Planul de contraatac al infanteriei ușoare împotriva trupelor aeropurtate germane de la IJsselmonde s-a dovedit un eșec. Într-o perioadă scurtă de timp, parașutiștii germani au reușit să transforme podul de peste râul Noord într-o puternică poziție defensivă, imposibil de cucerit. În cercările repetate ale neerlandezilor de traversare a râului la bordul unor bărci a avut ca rezultat doar cucerirea unor capete de pod izolate. La 10:15, divizia de infanterie ușoară a primit ordinul să renunțe la forțarea cursului râului și să se deplaseze la Dordrecht, în sprijinul garnizoanei locale. Infanteriștii au ajuns aici în aceeași noapte. După ce au curățat Dordrecht de trupele inamice, divizia de infanterie ușoară a primit ordinul să traverseze podul care lega orașul de IJsselmonde și să se deplaseze spre Rotterdam.
Dimineața devreme, batalioanele neerlandeze au încercat de două ori să atace flancul apusean al perimetrului ocupat de germani. Primul batalion, care fusese retras de la granița cu Belgia, a traversat Oude Maas prin două puncte (Oud-Beijerland și Puttershoek) și a încercat să ia cu asalt podul de la Barendrecht din IJsselmonde;. Al doilea batalion, care fusese retras de la Hoekse Waard, traversase deja râul Dordtse Kil cu feribotul, intrase în Dordrecht încă cu o zi mai înainte și acum încerca să lărgească capul de pod pe care îl controla. Primul batalion, după o traversare fără încidente, a continuat ezitant înaintarea, iar contraatacul german a stopat i-a stopat înaintarea și a dispersat forțele neerlandeze. Al doilea batalion a suferit o soartă asemănătoare: a fost surpins de germani, care au luat un mare număr de prizonieri. În după-amiaza acestei zile, unitatea de recunoștere franceză 5e Groupe de Reconnaissance de Division d'Infanterie, sprijinită de un batalion de grăniceri neerlandezi, a încercat să atace capul de pod de la Moerdijk. După ce artileria germană a provocat pierderi grele blindatelor din 6e Cuirassiers din componența unității de recunoaștere, francezii au fost obligați să se retragă.

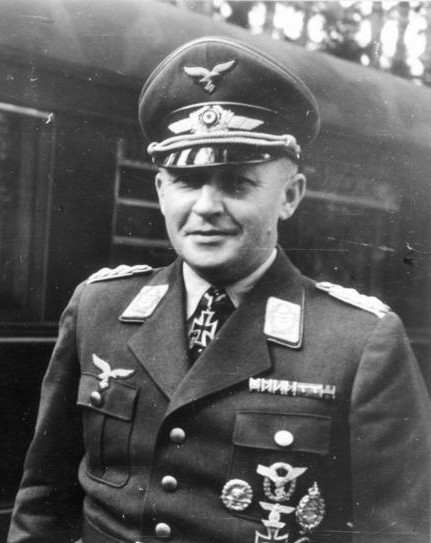
Generalul de parașutiști (Fallschirmjäger), Kurt Student

În Rotterdam trupele neerlandeze, în ciuda faptului că au primit întăriri, nu au reușit să îi respingă definitiv pe parașutiștii germani, care cuceriseră un cap de pod pe malul nordic al râului Maas. Generalul Kurt Student a acordat permisiunea parașutiștilor să se retragă, dar comandantul local german a refuzat să-și evacueze oamenii. Parașutiștii germani au fost blocați înt-o clădire de birouri și, protejați de canalul din fața și de focul camarazilor de pe malul sudic al Maasului. În acest timp, ultimele două bombardiere neerlandeze rămase operaționale au eșuat în încercarea de distrugere a podului Willemsbrug. Și germanii care debarcaseră la Haga cu o zi mai înainte au reușit să își mențină pozițiile. Niciuna dintre atacurile neerlandezilor, care au încercat să elimine grupurile izolate ale parașutiștilor și infanteriștilor germani (în total aproximativ 1.600 de oameni), nu au fost încununate de succes.
În Brabantul de Nord, situația s-a deteriorat rapid. Comandantul Armatei a 7-a franceze considerase că rezistența forțele neerlandeze care apăra frontul de pe linia Meuse și Poziția Peel-Raam să reziste cel puțin patru zile, răgaz suficient pentru ca francezii să își întărească pozițiile defensive de lângă Breda. Francezii au aflat cu surprindere că cele mai bune unități neerlandeze au fost mutate spre nord, în vreme ce restul se retrăgeau în grabă. Retragerea diviziei de la Peel de pe Poziția Peel-Raam la Zuid-Willemsvaart, un canal aflat la 30 km mai la vest, a însemnat părăsirea unei linii defensive bine fortificate și a artileriei ușoare pentru o poziție nou, necorespunzător pregătită pentru apărare. În plus, malul estic al canalului era mai înalt decât cel apusean, permițându-le germanilor să se apropie fără a fi observați de pozițiile neerlandezilor. Ordinul de retragere nu a ajuns și la trupele neerlandeze de la Mill. Din acest motiv, un sector important al canalului de lângă Heeswijk a rămas neapărat. Cum în acest sector se afla un pod care nu a fost distrus de neerlandezi, germanii au reușit să traverseze canalul fără luptă în jurul orei 13:00. Germanii au reușit și o a două traversare a canalului la Erp, de această dată trebuind să învingă opoziția apărătorilor neerlandezi. După cele două traversări, linia defensivă neerlandeză s-a destrămat. Până la sfârșitul zilei, germanii au reușit traversarea canalului Zuid-Willemsvaart în mai multe puncte, iar divizia Peel s-a dezintegrat> Planurile colonelului Schmidt de concentrare a defensivei pe linia Tilburg-'s-Hertogenbosch a nu a putut fi realizat. Cum francezii au refuzat să înainteze mai la nord de Tilburg, (mai departe de acest punct au efectuat raiduri doar câteva unități de recunoaștere în mașini blindate), a apărut o porțiune slab apărată periculos de întinsă. Winkelman, care era conștient de problemele din această zona, a cerut guvernului britanic să trimită aici un corp de armată și să bombardeze aeroportul din Waalhaven.
Toate eforturile făcute de neerlandezi în regiunea de sud au plecat de la presupunerea că Linia Grebbe Line era suficient de puternică pentru ca să respingă de una singură toate atacurile. Rezerva acestei linii defensive au fost folosite în cea mai mare parte la efecturarea de contraatacuri împotriva forțelor aeropurtate inamice. Aceste relocări au fost făcute în ciuda faptului că existau indicii că apărătorii aveau să aibă probleme în acest sector. Elementele motorizate ale SS Standarte "Der Fuehrer", urmate de 207. Infanteriedivision au atins partea extrem sudică a Liniei Grebbe în seara zilei de 10 mai. Acest sector al Principalei Linii Defensive nu avea zone inundate în fața sa și de aceea germanii îl aleseseră ca principală direcție de atac al diviziei. Linia era protejată de o linie de avanposturi (voorpostenlinie), ocupate de două companii de infanterie. În dimineața zilei de 11, în jurul orei 03:30, artileria germană a început bombardamentul împotriva avanposturilor neerlandeze. La ivirea zorilor, au atacat două batalioane ale regimentului Der Fuehrer. În timpul bombardamentului german, liniile de telefoane neerlandeze au fost distruse, iar apărătorii nu au putut să ceară sprijinul propriei artilerii. Apărarea a fost mai mult stânjenită de vegetația înaltă, care nu fusese curățată și care asigura o acoperire eficientă atacatorilor. În jurul prânzului, germanii au reușit să depășească linia avanposturilor în zona cea mai de nord, iar liniile neerlandeze au fost atacate în scurtă vreme din spate. Companiile neerlandeze, depășite numeric și din punct de vedere al armamentului, au rezistat până seara, când toate avanposturile au fost cucerite de germani. Generalul neerlandez Jacob Harberts a apreciat greșit situația. El nu și-a dat seama că trupele motorizate SS participau la atac, iar avanposturile proprii au cedat prea repede. El a ordonat efectuarea unui contraatac de noapte de către un singur batalion de rezervă. Atacul a fost oprit însă după ce batalionul, care se apropia de pozițiile de plecare la atac, a fost supus focului propriilor camarazi de pe linia principală de apărare. În plus, podul de pontoane pe care geniștii trebuiau să îl construiască pentru traversarea râului Grift nu a fost gata la timp. Pe de altă parte, pregătirea intensă de artilerie a neerlandezilor a avut un efect neașteptat – germanii au abandonat planul unui atac de noapte.
În acest timp, 1. Kavalleriedivision avansa în nord prin provincia Friesland spre ultima linie defensivă neerlandeză, Wonsstelling, atingând seara pozițiile de la Sneek. Cea mai mare parte a trupelor neerlandeze au fost evacuate peste Afsluitdijk.

### 12 mai
În dimineața zilei de 12 mai, generalul Winkelman păstra încă un optimism moderat. El considera că mai poate fi organizată cu ajutorul francezilor o linie defensivă puternică în Brabandul de Nord și considera că punctele de rezistență ale forțelor inamice aeropurtate pot fi lichidate. Generalul nu părea să fie conștient de marele pericol în care se afla Linia Grebbe. Speranțele sale aveau să fie spulberate până la sfârșitul zilei. În cele două zile care trecuseră de la declanșarea invaziei, divizia de blindate 9. Panzerdivision participase doar la acțiuni de luptă limitate. Divizia traversase râul Meuse în dimineața zilei de 11 mai, dar blindatele nu au reușit să avanseze rapid datorită convoaielor de aprovizionare a diviziilor de infanterie. Planul de luptă prevedea ca tancurile să facă joncțiunea cu trupele aeropurtate în mementul în care infanteria reușea să depășească Poziția Peel-Raam. În condițiile în care frontul neerlandez era într-un proces de dezintegrare, condițiile erau favorabile pentru atingerea obiectivului. Forțele franceze nu ar fi trebuit, în opinia planificatorilor germani, să împiedice succesul german. Realitatea de pe teren le-a dat dreptate strategilor germani: amenințarea Armatei a 6-a împotriva flancului drept al francezilor l-a obligat pe Gamelin să își replieze forțele. 2e Brigade Légère Mécanique, parte 1e Division Légère Mécanique, care se afla la Tilburg, a fost retrasă spre suc. De asemenea, 25e Division d'Infanterie Motorisée de la Breda și-a oprit înaintarea la sud de râul Mark. În acest fel, ordinele inițiale de ocupare a sectorului Geertruidenberg nu au fost duse la îndeplinire, podurile Moerdijk nu au fost blocate, iar diviziile de blindate germane nu au fost oprite în acțiune de unitățile mecanizate franceze. Elementele avansate ale Divziei a 9-a Panzer au exploatat slăbiciunile aliaților și, în zorii zilei, au reușit să îi ia prizonieri pe colonelul Schmidt și ofițerii statului său major. Trupele neerlandeze din provincie și-au pierdut astfel comanda unificată. În jurul prânzului, tancurile germane au înaintat 30 km spre vest și au făcut joncțiunea cu militarii care ocupaseră capul de pod de la Moerdijk, reușind astfel să izoleze Fortăreața Olanda de restul forțelor aliate. La 16:45, tancurile germane ocupaseră efectiv podurile. Partea de nord a acestei forțe nu avea să mai rămână în regiune. La 13:35, Gamelin a ordonat retragerea completă a tuturor trupelor franceze din Brabandul de Nord spre Antwerp. Forțele franceze trebuiau să se limiteze doar la acțiuni de ariergardă.
Divizia de infanterie ușoară a încercat în mod sistemtic să recucerească Insula Dordrecht printr-un atac pe un front larg a patru batalioane și cu sprijinul limitat al artileriei. Pe flancul stâng al diviziei forțele inamice aproape că nu erau prezente, iar înaintarea s-a făcut conform planului. În schimb, batalionul din flancul drept a fost întâmpinat de atacul unui batalion german care primise ordin din partea generalului Student să ocolească periferiile orașului și să sprijine apărătorii podurilor de peste Dort. Germanii au reușit că în timpul luptelor de stradă care au urmat să blocheze înaintarea neerlandezilor. Înaintarea restului batalioanelor neerlandeze a fost oprită în jurul prânzului. În ciuda faptului că la nivel de comandanți a fost concepută o nouă tactică a unor atacuri concentrate, neerlandezii nu au mai declanșat nicio acțiune ofensivă în acea zi datorită proastei comunicări între eșaloanele de comandă.
În Rotterdam și în vecinătatea orașului Haga, neerlandezii au întreprins acțiuni limitate împotriva trupelor inamice aeropurtate, concentrându-se în principal asupra măsurilor defensive, comandanții temându-se încă de acțiunile unei presupuse coloane a cincea. Ordinele neerlandezilor interziceu acțiuni ofensive unități cu efective mai numeroase decât cele ale unei companii. 

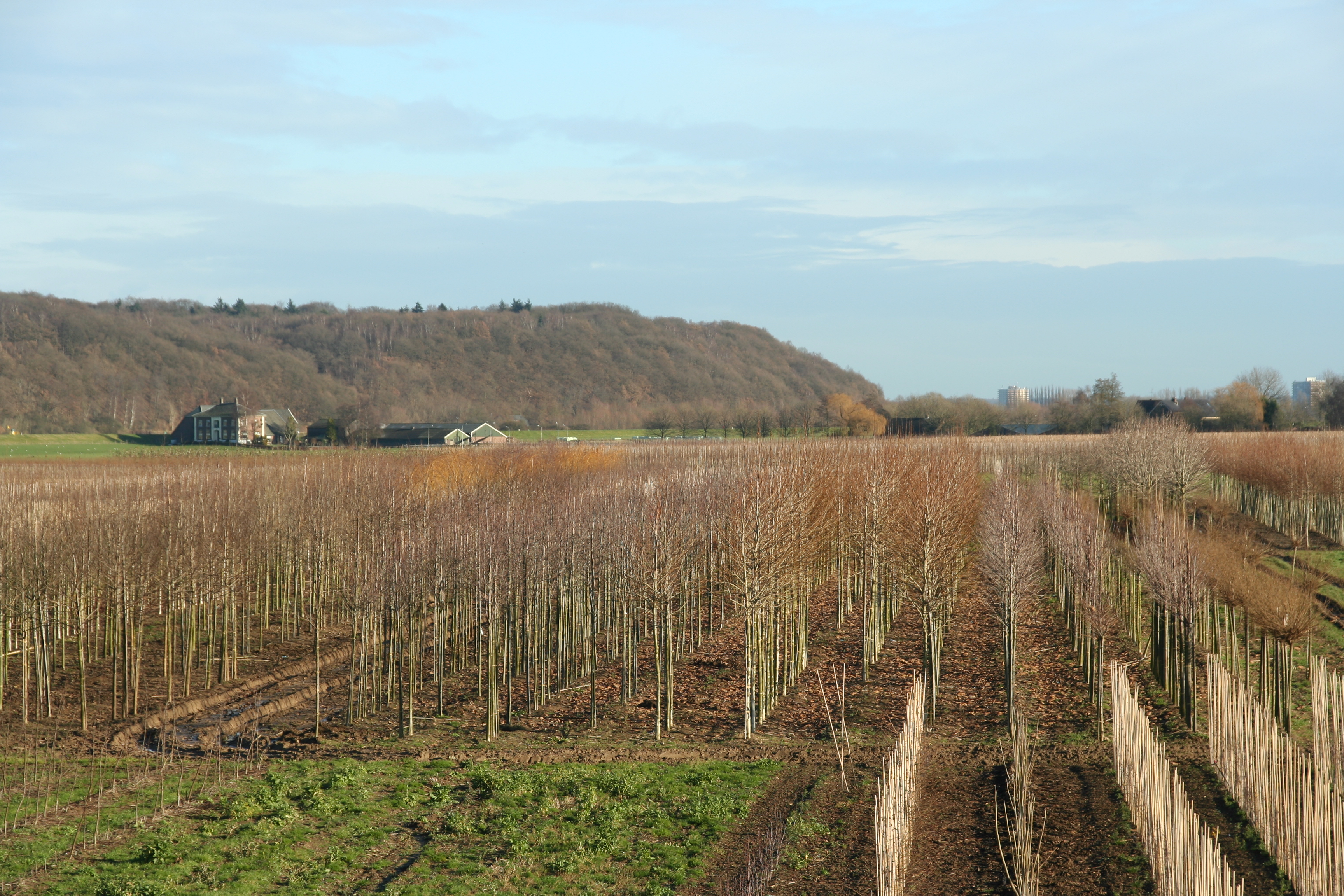
Dealul Grebbeberg văzut dinsrpe sud. Pantele pe care trebuiau să le urce atacatorii în răsărit erau mai accentuate

În timp ce situația neerlandezilor în sud devenea gravă, germanii reușeau în est să înfrângă apărarea de pe dealul Grebbeberg. După o pregătire intensă de artilerie în cursul dimineții, un batalion din regimentul SS Der Fuehrer a atacat un sector lat de 800 m al principalei linii defensive, ocupat de o companie neerlandeză. Germanii s-au folosit de unghiurile moarte ale tirului neerlandezilor și au reușit să străpungă liniile defensivei, puțin dezvoltate în adâncime. Un al doilea batalion a lărgit spărtura în frontul neerlandez în nord. Artileria neerlandeză, deși de putere egală cu cea germană, nu a reușit să-și concetreze focul asupra concetrărilor de infanterie inamică, limitându-se numai la bombardamente de baraj. La 800 m distanță se afla un sistem de tanșee, care ar fi trebuit să fie folosit pentru organizarea unei apărări active, cu contraatacuri locale. Neerlandezii aflați în inferioritate numerică, cu un nivel al pregătirii de luptă inferior germanilor, insuficient dotați cu armament greu, nu au reușit să facă față trupelor SS bine antrenate. Până în seara zilei, germanii au cucerit controlul asupra zonei împădurite dintre cele două linii. Unul dintre comandanții germani de batalion, Obersturmbannführer Hilmar Wäckerle, a sesizat existența unui punct slab în defensiva neerlandeză și, după ce a alcătuit în gravă un grup de mărimea unei companii, a atacat. Atacatorii au străpuns a doua linie de apărare neerlandeză și nu s-au oprit decât în dreptul căii ferate de la Rhenen. Succesul atacului a produs panică printre apărători, neerlandezii abandonând cea de-a doua linie defensivă. Wäckerle nu a avut timp să își coordoneze acțiunile cu alte unități, iar succesul său nu a fost folosit așa cum se cuvine. Comandanții neerlandezi au reușit să își calmeze militarii, care s-au reîntors în pozițiile părăsite, iar compania SS a fost izolată și încercuită. Un rezultat imediat al atacului oamenilor lui Wäckerle a fost abandonarea primei linii defensive de către neerlandezi, care s-au temut de un atac din spate.
Strategii neerlandezi apreciaseră corect situația apărătorilor Liniei Grebbe, unde defensiva nu era suficient de puternică ca să reziste multă vreme. Luptătorii neerlandezi trebuiau să întârzie suficient de mult înaintarea germanilor pentru ca să permită mobilizarea și transportul rezervelor. Datorită faptului că neerlandezii nu înțeleseseră că atacul principal german era iminent, rezervele nu aveau să fie mobilizate suficient de repede pentru a ajunge în zona luptelor. În cazul celei de-a doua linii defensive de la Grebbeberg, situația era complicată de lipsa unor adăposturi suficient de încăpătoarea pentru primirea rezervelor, care ar fi trebuit să fie folosite la executarea unui amplu atac frontal. Seara târziu, neerlandezii au hotărât să execute a doua zi un atac din flanc în regiunea de nord.
În nord, Poziția Wons forma un cap de pod la capul estic al Afsluitdijk (Digul de Închidere). Aceasta acoperea o suprafață cu lungimea de aproximativ 9 km, suficient de întinsă să asigure primirea trupelor în retragere într-o relativă siguranță față de atacurile aeriene. Pe 12 mai, poziția era apărată doar de două batalioane, astfel că defensiva era destul de slabă. Poziția a fost atacată de prima unitate care a ajuns în zonă, singurul batalion de bicicliști din cadrul 1. Kavalleriedivision. Germanii au străpuns rapid liniile defensive într-un atac concentrat, forțându-i pe neerlandezi să se retragă pe dig. Unii dintre neerlandezi au fost izolați de atacul german și s-au evacuat pe calea apelor din micul port Makkum cu ultimul vapor disponibil în partea de est a Lacului IJssel. Germanii nu au mai avut disponibil astfel nicun vas cu care să traverseze lacul.

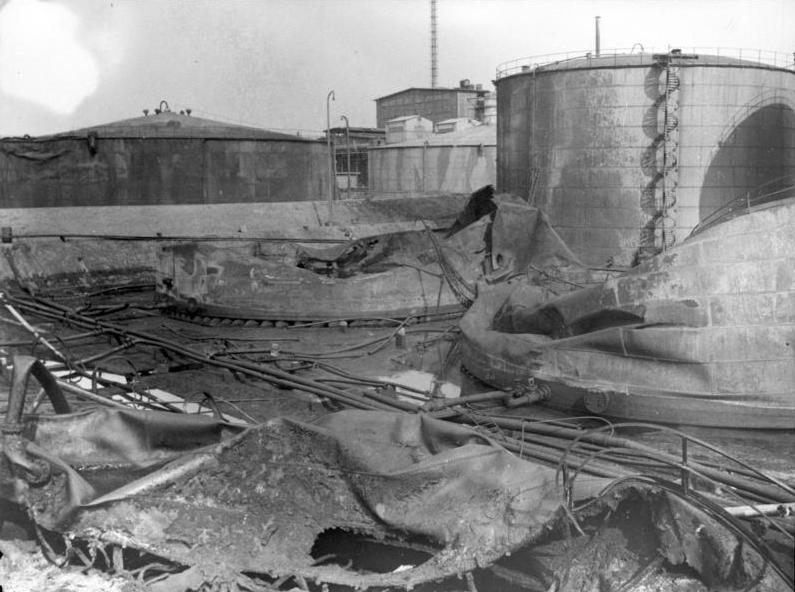
Rezervoare incendiate ale Shell Oil

Seara, generalul Winkelman a fost informat despre blindatele care înaintau în regiunea Langstraat, pe drumul dintre podurile 's-Hertogenbosch și Moerdijk. El mai nutrea încă speranța că aceste tancuri sunt ale francezilor. Anunțul făcut la ora 23:00 de către radio Bremen conform căruia tancurile germane au efectuat joncțiunea cu parașutiștii a pus capăt oricăror speranțe. În cele din urmă, generalul neerlandez a înțeles esența planului german. El a ordonat bateriilor de artilerie din Hoekse Waard să distrugă podurile din Moerdijk și a trimis o echipă specială de demolări la Rotterdam să arunce în aer podul Willemsbrug. În condițiile în care situația pe front se agreva încontinuu, generalul Winkelman a dat ordin ca rezervoarele de petrol ale Royal Dutch Shell de la Pernis să fie incendiate. Guvernul a fost informat în aceeași seară cu privire la situația gravă a frontului, iar executivul neerlandez a cerut sprinjin militar noului premier britanic Winston Churchill. Churchill a răspuns că nu are rezerve disponibile. Totuși, britanicii au trimis trei vase torpiloare care să supravegheze Lacul IJssel.. De asemenea, un batalion galez de gardă a fost pregătit pentru debarcarea la Hoek van Holland, debarcare care însă nu s-a mai produs.
Comandamentul german era foarte satisfăcut de evoluția evenimentelor de pe front. Germanii se temuseră ca a treia zi de operațiuni avea să ducă la stagnarea ofensivei, deoarece XXVI Armeekorps trebuise să înfrângă rezistența mai multor divizii franceze lângă Breda. Germanii fuseseră îngrijorați de posibila participare la conflict a unor forțe belgiene sau chiar britanice. Din aceste motive, von Bock ceruse mai înainte de declanșării invaziei sprijinul unei alt corp de armată. Când șeful statului major Franz Halder, von Bock a hotărât să organizeze un stat major suplimentar la nivelul trupelor pe care le comanda, care să gestioneze situația strategică complicată a înaintării în Fortăreața Olanda peste podurile Moerdijk, simultană cu lupta împotriva intervenției aliaților. Cum pe 12 mai părea că nu se întrevedea nicio situație care să umbrească succesele germane, francezii și belgienii se retrăgeau, iar britanicii erau total absenți de pe front, von Bock a hotărât ca XXVI Armeekorps poată să înceapă urmărirea francezilor și împingerea lor spre sud spre Antwerp. O parte a forțelor germane au trecut sub comanda unui nou cartier general Generalkommando XXXIX comandat de Generalleutnant Rudolf Schmidt. Noul cartier general a preluat inițiativa înaintării către nord a trei divizii: 254. Infanteriedivision, 9. Panzerdivision, și SS Leibstandarte Adolf Hitler.

### 13 mai

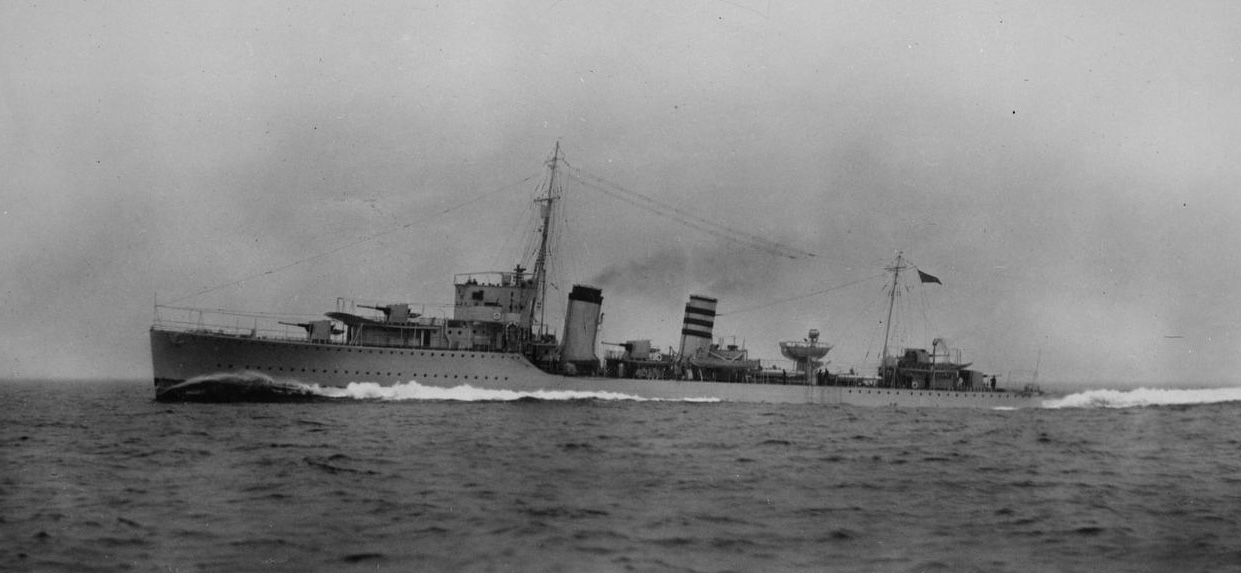
HMS Codrington, vasul cu care a fost organizată evacuarea celor mai mulți membri ai familiei regale neerlandeze

În dimineața zilei de 13 mai, generalul Winkelman a trimis o notă guvernului neerlandez în care aprecia că situația militară este critică. Pe frontul terestru, neerlandezii fuseseră izolați de restul forțelor aliate, iar pe mare devenise clar că nu erau de așteptat debarcări ale aliaților care să ajute lupta celor din Fortăreața Olanda. Fără sprijinul aliaților, rezistența Fortăreței Olanda avea să înceteze în curând. Tancurile germane aveau capacitatea să depășească cu ușurință Rotterdamul. Winkelman ordonase mutarea tuturor armelor antitanc în regiunea din jurul orașului Haga, unde trebuia apărat sediul guvernului. Prăbușirea defensivei neerlandeze ar mai fi putut fi prevenită dacă contraatacurile deja planificate ar fi restabilit frontul sudic de lângă Dordrecht și linia de apărare estică de la Grebbeberg. Ținând seama de toate aceste argumente, guvernul a decis să continue lupta, dându-i un mandat generalului să accepte capitularea oricând ar fi fost potrivit și cerându-i să evite orice sacrificii inutile. Pe de altă parte, guvernul a considerat esențial ca regina Wilhelmina să fie evacuată în siguranță. Ea a plecat în jurul prânzulu din Hoek van Holland la bordul dostrigătorului HMS Hereward. Atunci când minele marine au pus în primejdie călătoria reginei spre Zealand, ea a fost condusă în Anglia. Cu doar o zi mai înainte, principesa moștenitoare prințesa Juliana, soțul acesteia prințul Bernhard și copii cuplului princiar plecaseră din IJmuiden la bordul HMS Codrington  spre Harwich. Toate aranjamentele necesare refugiului făcuseră făcute mai înainte de declanșarea invaziei germane. Cum din punct de vedere constituțional regina era parte a guvernului, plecarea monarhului a ridicat problema plecării cabinetului. După o serie de discuții aprinse, miniștii au decis să părăsească de asemena țara. La 19:20, membrii guvernului au plecat de la Hoek van Holland la bordul HMS Windsor spre Anglia, unde aveau să formeze un govern în exil. Guvernul a conferit toată autoritatea guvernamentală din Țările de Jos continentală lui Winkelman. Trei vase comerciale neerlandeze escortate de vase militare britanice au transferat lingourile de aur și stocurile de diamante în Regatul Unit.
În timp ce două companii de tancuri ale 9. Panzerdivision au rămas în cadrul XXVI Armeekorps pentru urmărirea trupelor franceze în retragere, restul de patru au început traversarea podului Moerdijk la 05:20. Alte două companii însoțite de tancuri au pornit spre nord. Neerlandezii au mai făcut câteva tentative să oprească înaintarea blindatelor germane. În jurul orei 06:00, ultimul bombardier Fokker T. V a lansat două bombe asupra podului. O bombă a atins un picior al podului, dar nu a  explodat, iar bombardierul a fost doborât. Bateriile de artilerie din Hoekse Waard au încercat la rândul lor să distrugă podul, dar nu au reușit decât să îl avarieze în mod nesemnificativ. De asemenea, au eșuat și încercările de inundare ale Insulei Dordrecht – ecluzele interioare nu s-au deschis și, oricum, nu aveau dimensiunile necesare pentru asigurarea unei inundări rapide.
Divizia de infanterie ușoară a încercat să taie coridorul german printr-o acțiune către vest care urmărea efectuarea unei joncțiuni cu un cap de pod al unui ferobot de peste Dordtsche Kil. S-a dovedit până la urmă că două dintre cele patru batalioane care fuseseră desemnate pentru această sarcină nu au fost plasate corespunzător și au eșuat în încercarea lor de recucerire a suburbiilor orașului Dordrecht, în vreme ce restul de două batalioane a întâlnit o coloană de mai multe zeci de tancuri germane. Avangarda neerlandezilor, care nu știa nimic despre prezența tancurilor germane în zonă, a confundat semnele roșii de recunoaștere montate pe turelele tancurilor cu steagurile portocalii purtate de vihiculele franceze (care ar fi trebuit să semnalizeze apartenența la aceeași tabără a aliaților) și au înanintat încrezători spre vehicule. Confuzia a fost risipită doar când germanii au deschis focul asupra lor. Aceste ultime două batalioane au fost lovite de bombaramentul aerian executat de avioanele Stuka și s-au retras spre răsărit. Distrugerea completă a acestor batalioane a fost oprită de bateriile de tunuri de 47 și 75 mm care au oprit atacul blindatelor. Aripa stângă a diviziei de infanterie ușoară a reușit, în ciuda unor pierderi grele, s-a retras în ordine spre Alblasserwaard pe la 13:00. La începutul serii, opt tancuri au atacat și distrus capul de pod pentru feribot. O altă companie de tancuri a încercat să ocupe centrul orașului Dordrecht fără sprijinul infanteriei. Tanchiștii germani au reușit să străpungă mai multe baricade, dar au primit ordinul să se retragă după lupte grele de stradă  în cursul cărora cel puțin două tancuri au fost distruse, iar trei altele au fost grav avariate. Toate trupele neerlandeze s-au retras noaptea de pe insulă.
Forțele blindate germane au înaintat spre nord traversând podul Dordrecht inrând pe teroitoriul Insulei IJsselmonde. Trei tancuri al primului batalion blindat au luat cu asalt podul Barendrecht în Hoekse Waard, dar toate au fost distruse de echipajul unui singur tun antitanc de 47 mm. Deși germanii nu au reușit să încheie cu succes atacul, zona a fost părăsită de trupele neerlandeze.

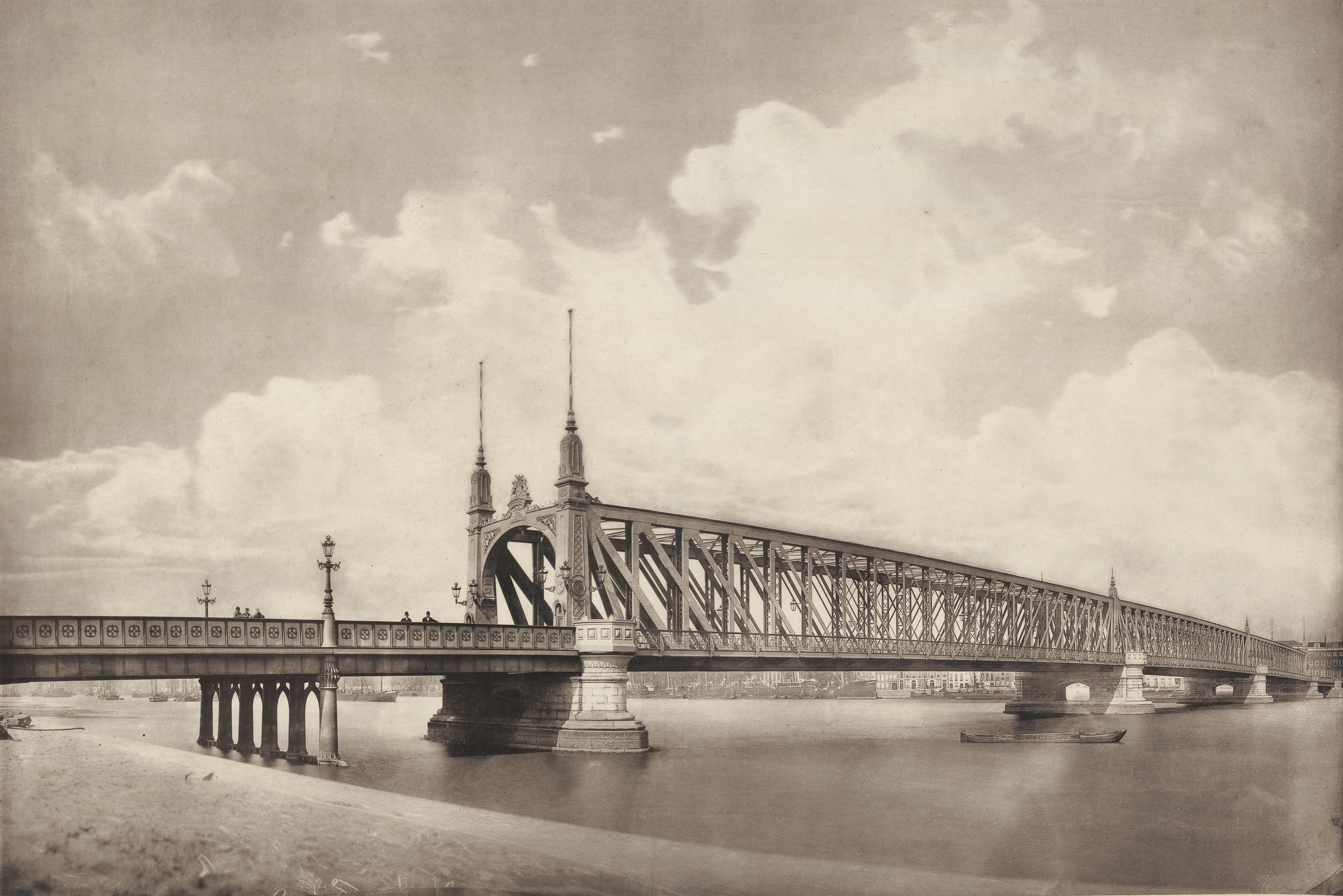
Podul Willemsbrug la scurtă vreme după inaugurarea din 1878, vedere dinspre Noordereiland. Podul a fost demolat și în locul lui a fost ridicat unul nou, inaugurat în 1981.

În Rotterdam a fost făcută o ultimă încercare pentru distrugerea podului Willemsbrug. Comandatul batalionului al 2-lea al gărzilor irlandeze din Hoek van Holland aflat la 32 km vest a refuzat să participe la aceasta tentativă, afirmând că nu are ordine în această privință. Două companii neerlandeze, în rândul cărora luptau în principal infanteriști marini, au luat cu asalt podul. Neerlandezii au reușit să ajungă pe pod, iar ultimii 50 de germani din clădirea din fața sa au fost pe punctul să se predea, când atacul a fost abandonat datorită focului puternic al germanilor de pe cealalta parte a râului.
În nord, generalul Kurt Feldt, comandantul 1. Kavalleriedivision, a primit sarcina să înainteze pe digul Afsluitdijk, deoarece nu exista niciun vapor disponibil. Digul era blocat de Poziția Kornwerderzand, care apăra un complex de ecluze care regulau nivelul lacului IJssel. Poziția defensivă principală era dotată cu tunuri antitanc de 47 mm. De-a lungul ecluzelor fuseseră proiectate cazemate, din interiorul cărora puteau fi mitraliați atacatorii care ar fi înaintat pe dig. Pe 13 mai, poziția a fost întărită cu o baterie de tunuri antiaeriene de 20 mm. Feldt avusese intenția să distrugă această poziție cu ajutorul mortierelor de asediu, dar trenul care transporta aceste piese de artilerie fusese blocat pe calea ferată pe 10 mai după aruncarea în aer a podului feroviar de la Winschoten. Atacuril aeriene de pe 13 mai nu au reușit să distrugă puternica poziție defensivă neerlandeză. În după-amiaza zilei, cinci grupuri de infanteriști pe biciclete au încercat să se apropie de pozițiile neerlandezilor sub acoperirea bombardamentelor de artilerie, dar au fost respinse și nevoite să se retragă. Primul dintre aceste grupuri nu a reușit să se retragă decât la adopostul întunericului, lăsând în urmă mai mulți morți.
În răsărit, germanii au încercat să înfrângă rezistența Liniei Grebbe cu efective sporite prin sosirea 227. Infanteriedivision. Atacul urma să fie executat în apropierea de Scherpenzeel, unde a fost descoperit un drum neinundat . Atacul urma să se desfășoare în zona apărată de Divizia a 2-a de infanterie neerlandeză. Două regimente germane urmau să atace simultan în sectoare învecinate. Până în cele din urma, când regimentul de pe flancul drept (366. Infanterieregiment) ajunsese deja pe pozițiile de plecare la atac, regimentul de pe cel stâng (412. Infanterieregiment), a fost întârziat de tirurile avanposturilor neerlandezi, ale căror poziții nu fuseseră descoperite din vreme de germani. Pentru ca să poată depăși această problemă, germanii au adus în zonă și un regiment de rezervă, reușindu-se obținerea unor rezultate limitate în lupta împotriva avanposturilor. Până în cele din urmă, 366. Infanterieregiment a trebuit să fie retras după ce a fost supus unui atac puternic de artilerie. După aceasta, și 227 Infanteriedivision a trebuit să fie retras.

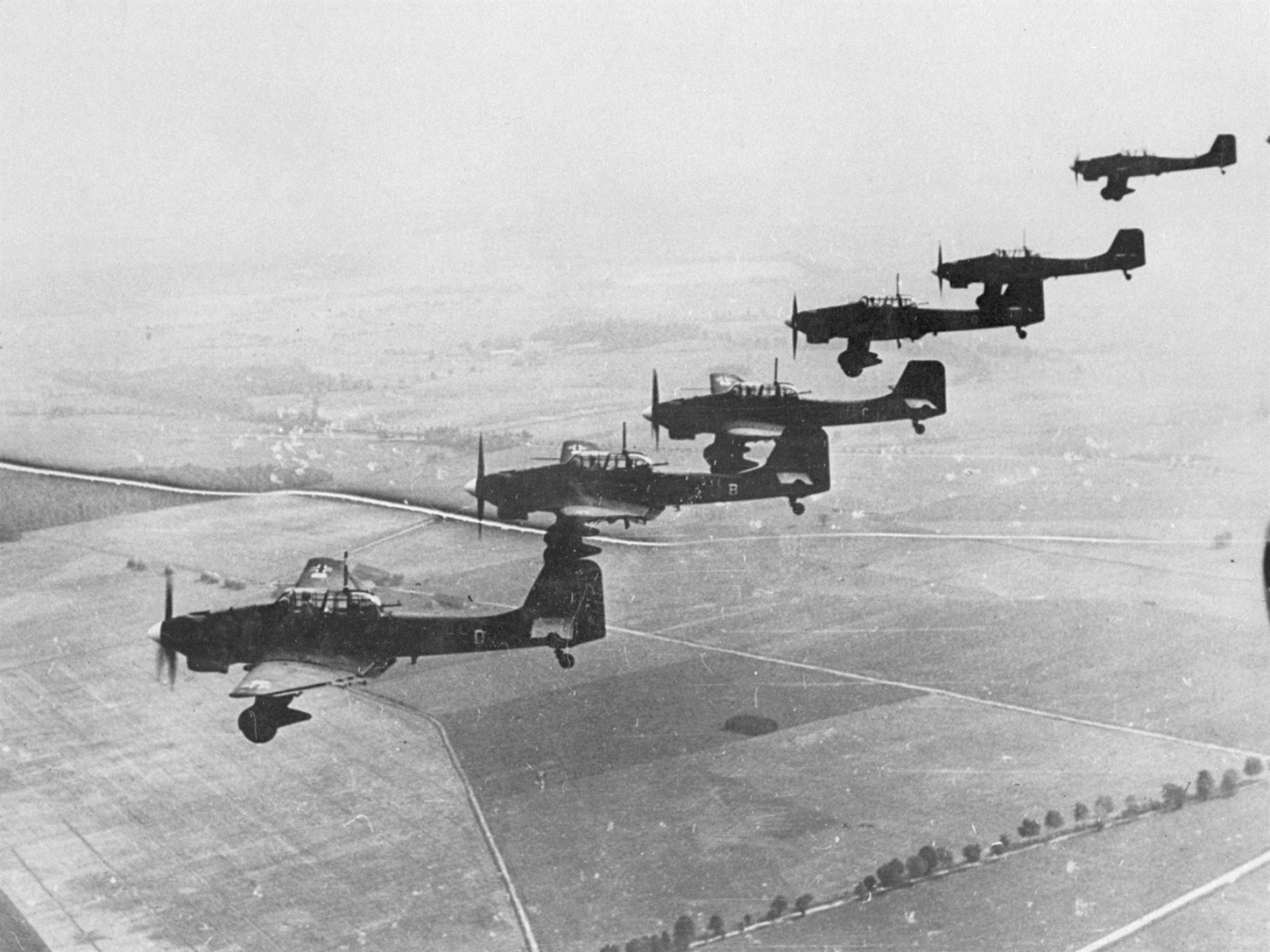
Junkers Ju 87 Bs.

În partea cea mai de sud a Liniei Grebbe, germanii au deplasat trei batalioane SS plus trupe de sprijin, trei batalioane de infanterie nou sosite pe front și alte două plasate ca rezervă. În seara zilei de 12 mai și în noaptea care a urmat, neerlandezii au deplasat la rândul lor douăsprezece batalioane. Aceste forțe erau formate în principal din batalioanele de rezervă a mai multor corpuri, divizii și brigăzi. Una dintre brigăzi fusese mutată de la Land van Maas en Waal după retragerea Armatei a 3-a din Brabantul de Nord. În timp ce unele dintre aceste batalioane au fost trimise pe linia frontului pentru organizarea unui contraatac, restul batalioanelor au fost păstrate în rezervă, în dreptul liniei de cale ferată de Rhenen. În plus, trebuie amintit că majoritatea batalioanelor nu aveau efectivele complete. Patru batalioane au fost destinate unei mișcări de învăluire din nord. Acest ultim atac a fost întârziat pentru mai multe ore. Când a fost declanșat în dimineața zilei de 13 mai, a întâlnit acțiunea ofensivă a două batalioane din regimentul SS Der Fuehrer. Germanii încercau să ocolească Linia Grebbe și să o atace din spate. Între forțele germane și cele neerlandeze au izbucnit lupte confuze. Elementele avansate neerlandeze au primit un sprijin insuficient din partea artileriei și, în jurul orei 12:30, au început retragere. A urmat o retragere generală a brigăzii, care a degenerat în panică după ce, la 13:30, zona a fost atacată de 27 bombaridere în picaj Ju 87 Stuka.
Între timp, 207. Infanteriedivision a intrat pentru prima oară în luptă la Grebbeberg când două batalioane ale 322. Infanterieregiment au intrat în luptă. Primul val al atacatorilor germani a fost respins cu pierderi serioase, dar al doilea val a reușit să fragmenteze pozițiile neerlandezilor, tranșeele cărora au fost cucerite după lupte grele. După aceasta, regimentul german a curățat toată zona spre vest, această acțiune fiind întârziată de mai multe puncte neerlandeze de rezistență. Germanii s-au retras pe seară, la fel cu batalioanele SS de mai la nord, ca să evite posibile atacuri de artilerie. După repoziționarea forțelor, germanii au hotărât să pregătească atacul împotriva ultimelor linii de apărare ale neerlandezilor și să cucerească satul Achterberg. Toate aceste preparative s-au dovedit inutile, neerlandezii retregându-se de pe poziții.
Bombardamentele avioanelor Stuka au zdruncinat moralul forțelor de rezervă neerlandeze de la Rhenen. Dimineața, trupa neerlandeză a fost afectată de indisciplină, unele dintre unități dezintegrându-se efectiv, soldații părăsind câmpul de luptă sub focul german. În seara aceleiași zile, cea mai mare parte a Diviziei a 4-a se retrăgea în dezordine spre vest. Germanii credeau că neerlandezii vor încerca să acopere zonele fără apărare din linia defensivă. Într-adevăr, neerlandezii au avut intenția să mute spre nord două regimente ale Corpului al 3-lea de armată, dar comandanții își pierduseră în asemenea măsură controlul asupra oamenilor încât le-a fost imposibil să restabilească un front continuu de apărare, iar pozițiile au trebuit să fie abandonate. În linia defensivă neerlandeză a apărut o porțiune neapărată de aproximativ 8 km. Temându-se de o posibilă încercuire, Van Voorst tot Voorst a ordonat celor trei corpuri de armată de sub comanda sa să abandoneze atât Linia Grebbe Line cât și Poziția Waal-Linge și să se retragă în timpul nopții spre Nieuwe Hollandse Waterlinie (Noua Linie de Apă Neerlandeză). Germanii nu au exploatat însă retragerea neerlandezilor. Ei au sesizat doar pe la ora 21:00 că neerlandezii s-au retras și înaintarea lor de mai târziu nu a mai întâmpinat nicio rezistență.

### 14 mai
Poziționarea liniilor defensive neerlandeze și zonele în care erau prezente forțele neerlandeze
     Liniile defensive neerlandeze antitanc
     Liniile defensive neerlandeze în Zeeland
     Linia defensivă belgiană
     Linia defensivă franceză din Țările de Jos
     Pozițiile trupelor germane și regiunile aflate sub controlul german

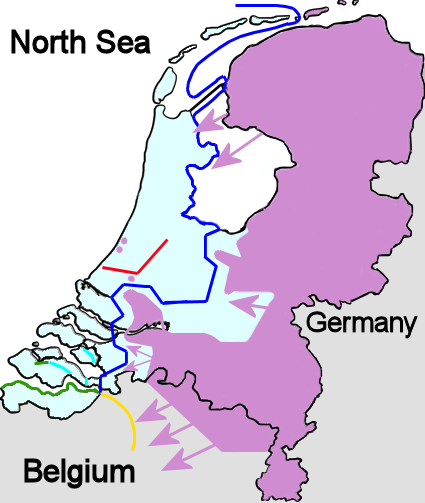
Dituația frontului mai înainte de bombardarea orașului Rotterdam.
Legendă:
Poziționarea liniilor defensive neerlandeze și zonele în care erau prezente forțele neerlandeze
Liniile defensive neerlandeze antitanc
Liniile defensive neerlandeze în Zeeland
Linia defensivă belgiană
Linia defensivă franceză din Țările de Jos
Pozițiile trupelor germane și regiunile aflate sub controlul german

În ciuda pesimismului exprimat în fața miniștrilor neerlandezi cât și a permisiunii primite de la cabinet să capituleze, generalul Winkelman a așteptat derularea evenimetelor considerând că trebuie să înceteze lupta doar când va fi neapărat necesar. Este posibil ca el să di dorit să țină piept germanilor cât mai mult cu putință pentru sprijinirea efortului aliat de război. În dimineața zilei de 14 mai, în ciuda faptului că situația era în continuare critică, la Cartierul geneal neerlandez domnea un calm relativ.
În nord, artileria germană a declanșat bombardamentul împotriva Poziției Kornwerderzand la 09:00. Bateriile germane au fost nevoite însă să părăsească pozițiile după ce au fost la rândul lor bombardate cu proiectile de 150 mm trase de pe canoniera HNLMS Johan Maurits van Nassau care naviga în Marea Wadden.. Feldt a hotărât în acest moment executarea unei debarcări pe țărmul Olandei de Nord. Au fost găsite mai multe barje care să fie folosite în acest scop. În timpul tentativei de traversare, una dintre barja s-a scufundat, iar cea de-a doua s-a rătăcit. Astfe, traversarea efectivă a fost făcută doar după capitularea neerlandezilor. Winkelman, care se temea de o asemenea debarcare, ordonase încă de pe 12 mai ocuparea unie poziții defensive improvizate de-a lungul North Sea Canal, dar fuseseră disponibile efective reduse pentru această sarcină.
În est, infanteria neerlandeză s-a retras neobservată sub acoperirea ceței de pe Linia Grebbe fără să fie reperată de artileria germană, reușind o dezangajare treptată de trupele inamice urmăritoare. Noua poziție ocupată pe frontul de est avea anumite neajunsuri: inundarea regiunilor joase nu fusese încheiată iar terasamentele și bermele necesare pentru întărirea tranșeelor săpate în turbă nu fuseseră construite. Astfel, apărătorii au trebuit să improvizeze pentru primirea unui număr mai mare de soldați.
Forțele germane din IJsselmonde au început pregătirile pentru traversarea râului Maas și atacarea Rotterdamului, apărat de opt batalioane neerlandeze. Germanii trebuiau să traverseze în două sectoare. Atacul principal al Diviziei a 9-a Panzer urma să aibă loc în centrul orașului după traversarea podului Willemsbrug. După atacul blindatelor, SS Leibstandarte Adolf Hitler urma să traverseze pe flancul stâng, iar un regiment de infanteriei urma să traverseze cu bărcile râul la est de Rotterdam. Aceste atacuri auxiliare trebuiau să împiedice concentrarea trupelor neerlandeze în zona dens construită și protejată de canale în care atacau blindatele. Date fiind condițiile de teren și efectivele reduse, germanii au pus un accent deosebit pe sprijinul aerian. Încă de pe 13 mai, von Küchler, care se temea de intervenția britanică în sprijinul apărătorilor Fortăreței Olandeze, îi ceruse lui Schmidt să cucerească orașul Rotterdam cu orice preț, mergând până la distrugerea toatală (Vernichtung) a orașului.
În această prinvință, el avea sprijin de la cel mai înalt nivel de comandă. Chiar Hitler subliniase prin Führer-Weisung Nr. 11 (Directiva Führerului Nr.11): „Pe flancul nordic, capacitatea armatei neerlandeze de rezistență s-a dovedit mai puternică decât fusese prognozat. Motivele politice cât și cele militare cer ca această rezistență să fie rapid înfrâtă. (...) În plus, cucerirea rapidă a Fortăreței Olanda trebuie să fie înlesnită prin slăbirea deliberată a puterii [aeriene] din subordinea de Armata a 6-a.” Kampfgeschwader 54, dotat cu bombardiere Heinkel He 111, a fost trecut din subordinea Armatei a 6-a în subordinea Armatei a 18-a.

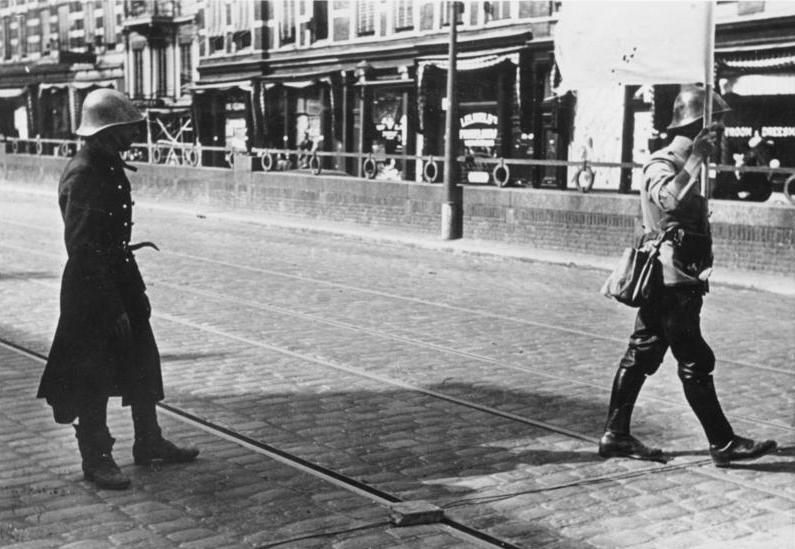
Negociator neerlandez purtând un steag alb se îndreaptă spre pozițiile germane în Noordereiland, pe 14 mai 1940.

Generalii Kurt Student și Schmidt plănuiau executarea unui atac aerian limitat care să paralizeze temporar apărare, după care ar fi atacat cu tancurile pentru cucerirea capetelor de pod. Distrugerile masive ale orașului trebuiau evitate, deoarece ruinele ar fi încetinit înaintarea blindatelor. Hermann Göring, comandantul Luftwaffe, care era îngrijorat de soarta unităților aeropurtate încercuite, a sperat să forțeze capitularea națională neerlandeză prin bombardamente devastatoare. Șeful său de stat major, generalul Otto Hoffmann von Waldau, a descris abordarea lui Göring drept o „soluție radicală” (Radikallösung). În ciuda îndoielilor lui Albert Kesselring cu privire la scopul și necesitatea unui bombardament de amploare, 90 de bombardiere Heinkel au decolat la ora 11:45 pentru lansarea unui covor de bombe asupra centrului orașului Rotterdam.

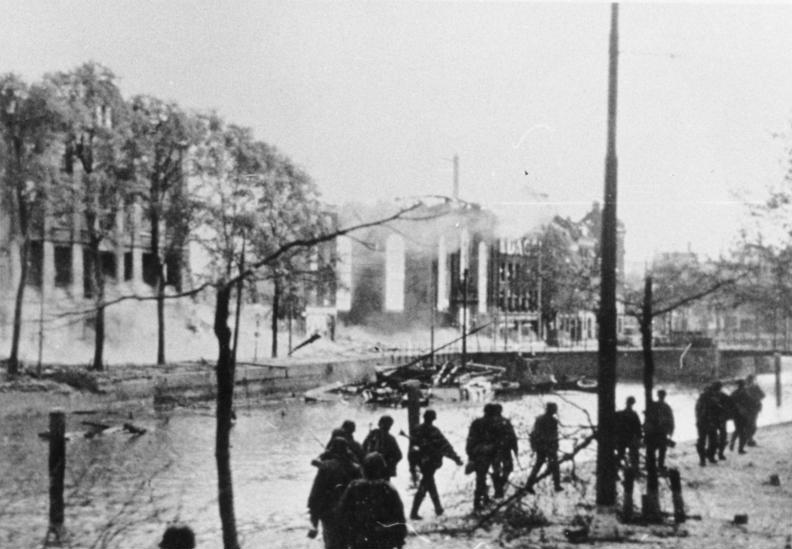
Soldații germani înaintând în Rotterdam printr-un cartier distrus de bombe

La 09:00, un mesager german a traversat podul Willemsbrug pentru a-i înmâna colonelului Pieter Scharroo, comandantul militar al Rotterdamului, un ultimatum din partea generalului Schmidt, prin care se cerea capitularea orașului. În cazul în care nu se primea un răspuns afirmativ în două ore, urmau să fie folosite „cele mai severe mijloace de anihilare”. Ultimatumul nu a fost primit de Scharroo decât la ora 10:30. Colonelul nu a fost dispus să capituleze fără să primească permisiunea superiorilor săi și i-a cerut ordine lui Winkelman. Generalul, aflând despre faptul că ultimatumul nu fusese semnat și nici nu conținea numele expeditorului, i-a cerut lui Scharroo să tragă de timp cerând lămuriri. La 12:15, un căpitan neerlandez a transmis cererile colonelului pentru von Choltitz. La întoarcerea mesagerului german la 12:00, Schmidt trimisese deja mesajul radio prin care cerea amânarea bombardamentului pentru a permite încheierea negocierilor. Imediat după ce emisarul neerlandez a primit un al doilea ultimatum semnat de Schmidt și cu un nou termen limită la 16:20, în jurul orei 13:20, două formațiuni de bombardiere Heinkels care nu primiseră ordinul de amânare, au sosit în zonă. Mai târziu, germanii au încercat să explice aceasta prin faptul că piloții bombardierelor își retrăseseră deja antenele exterioare. Schmidt a ordonat lansarea de rachete de semnalizare roșii pentru oprirea bombardamentului. Doar o escadrilă, care se apropia din sud-vest, a văzut semnalele, în timp ce primele trei și-au lansat bombele. Restul de 54 de bombardiere, care se apopiau din est, au continuat atacul. În total au fost lansate 1.308 bombe, ceea ce a dus la distrugerea centului orașului și uciderea a 814 civili. Bombardamentul și care i-au urmat au distrus 24.000 de locuințe, lăsând fără adăpost 80.000 de persoane. La 15:50, Scharroo a capitulat în fața lui Schmidt. Între timp, Göring a ordonat un al doilea bombardament al orașului, în ciuda mesajului trimis conform căruia întreg  Rotterdam a fost ocupat. Când Schmidt a aflat despre acest ordin, a trimis în grabă un mesaj necodificat la 17:15 în care afirma că orașul a fost ocupat în totalitate, în ciuda faptului că acest lucru nu se întâmplase încă. Bombardierele au fost rechemate mai înainte să își lanseze atacul.

## Capitularea armatei neerlandeze

Desfășurarea Bătăliei Țărilor de Jos

Winkelman avea la început intenția să continue lupta, chiar dacă Rotterdam capitulase iar forțele germane care participaseră la cucerirea orașului puteau să se îndrepte către inima Fortăreției Neerlandeze. Comandanții neerlandezi luaseră în considerație posibilitatea ca germanii să declanșeze bombardamente devastatoare de aviație, dar acestea nu au fost considerate ca motivație pentru capitulare. Fuseseră făcute provizii pentru păstrarea controlului guvernamental asupra țării și armatei chiar și după distrugerea masivă a orașelor. Liniile defensive din jurul orașului Haga era suficient de puternice pentru ca acestea 
să respingă în continuare atacurile blindatelor, iar Nieuwe Hollandse Waterlinie (Noua Linie de Apă Neerlandeză) era încă capabilă să reziste. Această ultimă poziție putea fi atacată din spate, dar germanii aveau nevoie de timp să își deplaseze forțele printr-o regiune greu accesibilă (poldere). Winkelman a primit un mesaj din partea comandantului militar al orașului Utrecht, colonelul Cuno Eduard Willem tot Voorst, prin care era înștiințat că germanii au cerut capitularea imediată a orașului. Germanii lansaseră manifeste deasupra orașului prin care anunțau că doar capitularea necondiționată „va scuti [orașul] de soarta Varșoviei”. Winkelman a ajuns la concluzia că germanii aveau intenția să transforme în ruine orice oraș care ar fi continuat rezistența. Date fiind mandatul acordat de executivul neerlandez pentru evitarea oricărei suferințe inutile și situația fără ieșire a forțelor terestre pe care le comanda, el a decis să capituleze. Toate marile unități au fost informate la ora 16:50 prin telegraf despre această decizie și le-a ordonat să își distrugă armele, după care să capituleze în fața celei mai apropiate unități militare germane. Negociatorul german din Haga a fost informat despre această decizie la ora 17:20. În jurul orei 19:00, Winkelman a ținut un discurs radiodifuzat prin care informa poporul neerlandez cu privire la decizia de capitulare. Prin intermediul emisiunii radio au aflat și comandanții germani despre încetarea de către neerlandezi a ostilităților.  Capitularea  a presupus ca ambele tabere să înceteze operațiunile militare.

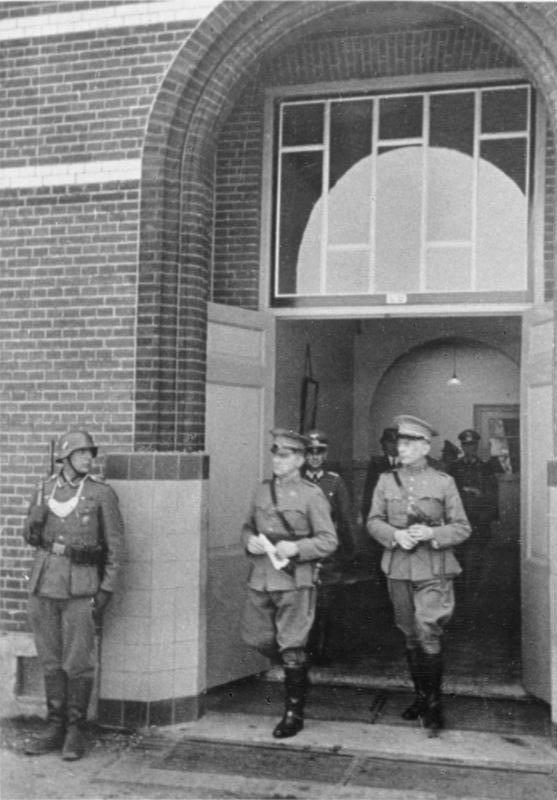
Generalul Winkelman (centru) părăsind școala în care au avut loc negocierile

Winkelman a acționat în dubla sa calitate de comandant al forțelor terestre și de ministrul cu cel mai mare grad rămas în țară. Aceasta a creat o situație ambiguă. În dimineața zilei de 14 mai, comandantul Marinei Regale Neerlandeze, viceamiralul Johannes Furstner, a părăsit țara cu intenția declarată de continuare a luptei. Vasele marinei militare nu au fost incluse în discuțiile despre capitulare. Opt vase de luptă în stare de funcționare și alte patru în diferite stadii de execuție părăsiseră deja porturile neerlandeze, nouă altele au plecat spre Anglia în dimineața zilei de 14 mai, iar câteva vase mai mici au fost sabordate. HNLMS Johan Maurits van Nassau a fost scufundat de bombardierele germane în timp ce traversa Canalul Mânecii. Comandantul principalului port neerlandez, Den Helder, contraamiralul Hoyte Jolles, a ajuns la concluzia că baza militară pe care o comandă, care avea o garnizoană de 10.000 de oameni, propria forță aeriană și cu fortificații terestre puternice, trebuie să continue rezistența. Winkelman l-a convins cu mare dificultate să se supună ordinului de încetare a luptelor. O mare parte a forțelor terestre neerlandeze era de asemenea rezervată în ceea ce privește acceptarea capitulării, în special acele unități care luptaseră din greu.
Pe data de 15 mai la ora 05:00 a sosit la Haga un mesager german. El l-a invitat pe Winkelman la Rijsoord, unde trebuia să îl întâlnească pe Küchler pentru negocieri cu privire condițiile cuprinse în documentul de capitulare. Winkelman afirma că a capitulat cu toate forțele din subordinea sa – terestre, navale și aeriene. Când von Küchler a pretins ca piloții care luptau încă de partea aliaților să fie tratați ca luptătorii de gherilă, luptători în afara legilor războiului din punctul de vedere al germanilor, Winkelman a refuzat ferm această abordare, declarând că doar forțele armate de sub comanda sa capitulează, (cu excepția celor din Zealand, aflate de pe 13 mai sub comanda franceză), nu Țările de Jos ca țară. În ceea ce privește restul punctelor aflate în discuție, s-a ajuns rapid la o înțelegere, iar documentul capitulării a fost semnat la 10:15.

## Bătălia pentru Zealand
Provincia Zealand a continuat să lupte prin implicarea cu ajutorul trupelor franceze. Neerlandezii aveau în provincie opt batalioane ale trupelor terestre și navale. Neerlandezii s-au aflat sub comanda contraamiralului Hendrik Jan van der Stad care, în calitatea lui de ofițer de marină, era direct subordonat lui Winkelman. Regiunea se afla sub comanda marinei deoarece importanței portului Flushing de pe insula Walcheren, care controla accesul către Antwerp prin Westerschelde. Insulele nordice ale provinciei erau practic neapărate, aici staționând cel mult un număr redus de plutoane. Apărarea regiunea Zeeuws-Vlaanderen, (Flandra neerlandeză), a fost lăsată pe seama aliaților occidentali.
Principalele forțe neerlandeze urmau să fie concentrate în Zuid-Beveland, peninsula de la vest de insula Walcheren. Neerlandezii trebuiau să îi împiedice pe germani să se apropie de Vlissingen. Zuid-Beveland era legat de țărmul Brabantului de nord printr-un istm. În zona cea mai îngustă din est a fost organizată poziția defensivă, Poziția Bath, apărată de un batalion de infanterie. Această linie defensivă a fost folosită și pentru reorganizarea soldaților izolați sau unităților neerlandeze în retragere. La capul opus, a fost organizată Poziția Zanddijk, ocupată de trei batalioane de infanterie.
După data de 10 mai, în regiune au sosit trei unități GRDI (Groupe de reconnaissance de division d'infanterie), întărite mai apoi cu două divizii de infanterie 60e Division d'Infanterie, și 68e Division d'Infanterie. O parte a echipamentelor lor militare a fost adusă de vapoare descărcate în portul Flushing. Cea mai mare parte a acestor trupe avea să rămână la sud de Westerschelde în Zeeuws-Vlaanderen, unde se mai găseau și două batalioane neerlandeze de infaterie și două companii de grăniceri. Doar două regimente franceze au fost trimise la nord de Westerschelde.
Pe 13 mai, trupele neerlandeze au fost trecute sub comanda operațională franceză a 68e Division d'Infanterie din cadrul Armatei a 7-a. Cooperarea dintre cele două forțe aliate a lăsat mult de dorit și a fost influențată negativ de comunicațiile proaste, neînțelegerile și diferențele în modul de abordare a strategiei. Neerlandezii considerau că Bath și Zanddijk sunt ușor de apărat datorită reliefului cu câmpii și poldere inundate. În schimb, generalul francez Pierre-Servais Durand nu era convins de valoarea pozițiilor defensive neerlandeze și a dorit să asigure pentru trupele sale obstacole naturale mai importante. În seara zilei de 13 mai, regimentul 271 al 68e Division d'Infanterie, care ocupa canalul prin Zuid-Beveland și regimentul 224 al 60 Division d'Infanterie, au ocupat poziții în dreptul strâmtorii Sloe, care separa insula Walcheren de Zuid-Beveland, în ciuda faptului că militarii nu aveau timp suficient să își sape tranșeele. Această mișcare a trupelor a împiedicat concentrarea eficientă a trupelor aliate, ceea ce le-a permis germanilor ca, în ciuda inferiorității numerice, să obțină o victorie ușoară împotriva unităților disparate.
Pe 14 mai, germanii ocupaseră cea mai mare parte a Brabantului de Nord. SS-Standarte Deutschland, înaintând rapid spre Westerschelde, a ajuns în dreptul Poziției Bath. În acest fel a fost tăiată orice posibilitate de retragere a 27e Groupe de Reconnaissance de Division d'Infanterie, care a fost distrusă în cele din urmă în timpul luptelor pentru apărarea Bergen-op-Zoom. Moralul trupelor care apărau Poziția Bath, deja zdruncinat de poveștile militarilor neerlandezi care se retrăgeau în grabă spre vest, a fost puternic subminat de veștile despre capitularea lui Winkelman. Mulți soldați neerlandezi au ajuns la concluzia că nu mai avea niciun rost ca provincia Zealand să mai fie apărată. Un prim bombardament de artilerie german din dimineața zilei de 14 mai i-a făcut pe ofițeri să îți abandoneze trupele în seara aceleiași zile, care apoi au abandnat lupta și ele.
În dimineața zilei de 15 mai, divizia SS Standarte Deutschland s-a apropiat de pozițiile Zanddijk. Un prim atac asupra avanposturilor sectorului nordic a început în jurul orei 8:00 și a fost respins cu ușurință în ciuda susținerii din partea Luftwaffe de care dispuneau, din cauza faptului că germanii erau forțați să înainteze pe un dig îngust, printre zonele inundate. Cu toate acestea, bombardamentele aviației germane au făcut ca batalioanele aflate în poziții avansate să fugă, și întreaga linie de apărare a trebuit să fie abandonată în jurul orei 14:00, în ciuda faptului că partea sudică primise susținere din partea francezilor sub forma torpilorului L'Incomprise.
Pe 16 mai, divizia SS-Standarte Deutschland, aflată la câteva mile vest de pozițiile Zanddijk, s-a apropiat de canal prin Zuid-Beveland, unde regimentul francez de infanterie 271e era doar parțial pregătit de defensivă și care primise acum susținerea celor trei batalioane olandeze aflate în retragere. Un bombardament aerian în dimineața acelei zile i-a făcut pe apărători să fugă înainte ca un atac terestru să înceapă; prima traversare germană a râului a dus la un colaps total al apărării. O încercare seara de a forța trecerea peste barajul de aproximativ 800 de metri peste râul Sloe, pe care îl folosiseră francezii ca să se retragă, s-a terminat cu un eșec. Pe 16 mai insula Tholen a fost capturată de germani în fața unei opoziții slabe; iar pe 17 mai a căzut și orașul Schouwen-Duiveland.
În timp ce comandanții trupelor olandeze rămase în zona Beveland-Sud au refuzat să îndeplinească ordinele directe ale superiorilor de a lansa un atac care să vizeze flancul ofensivei germane, în noaptea de 17 mai, un atac ce a avut totuși loc la ora 03:00 peste barajul Sloe a eșuat. Germanii au cerut în acel moment capitularea insulei; când cererea le-a fost refuzată, au bombardat Arnemuiden și Flushing.  Middelburg, capitala provinciei, a fost lovită puternic de artileria germană, partea centrală a orașului fiind parțial distrusă de incendii. Bombardamentul masiv i-a demoralizat pe apărătorii care erau în mare parte francezi și germanii au reușit să stabilească un cap de pod în jurul prânzului. Puținele trupe olandeze prezente în Walcheren, aproximativ trei companii, au încetat să mai opună rezistență. În seara aceleiași zile trupele germane erau pe punctul de a încercui apărătorii francezi care fugiseră în Flushing, dar o acțiune galantă de întârziere condusă de generalul de brigadă Marcel Deslaurens în persoană, acțiune în care acesta a și fost ucis, a permis celor mai multe trupe să fie evacuate peste Westerschelde.
După ce zona Noord-Beveland a fost predată în data de 18 mai, Zeeuws-Vlaanderen a rămas singura parte a Olandei neocupată. La ordinul comandamentului francez, toate trupele olandeze au fost retrase în data de 19 mai în Ostend, Belgia, din moment ce prezența lor ar fi fost demoralizată și ar fi creat confuzie. În data de 27 mai toată zona Zeeuws-Vlaanderen a fost ocupată de Germania.

## Urmări
După înfrângere, regina Wilhelmina a format în Anglia guvernul neerlandez în exil. Ocupația germană a început în mod oficial pe 17 mai 1940. Aveau să mai treacă aproape cinci ani până la eliberarea țării. În timpul ocupației, 300.000 de neerlandezi au căzut victime ale războiului sau Holocaustului.

## Vedeți și:
- Bătălia Belgiei
- Bătălia Franței
- Țările de Jos în timpul celui de-al Doilea Război Mondial
- Frontul de vest (al Doilea Război Mondial)
- Campania Indiilor de Est, ocuparea de către Japonia a Indiilor de Est

## Legăturiexterne
- Bătâlia Olandei, 1940